# Reggimento "Piemonte Cavalleria" (2º)
Il Reggimento "Piemonte Cavalleria" (2º) è un Reggimento tra i più antichi dell'Arma di cavalleria dell'Esercito Italiano. Oggi appartiene alla specialità "cavalleria di linea", attualmente è inquadrato nella Brigata alpina "Julia" della quale costituisce pedina esplorante.  Si articola in un Comando di Reggimento, uno Squadrone di supporto logistico e un Gruppo squadroni blindato.
Alimentato con personale professionista, è di stanza nella caserma "Guido Brunner" a Trieste - Villa Opicina.
Lo Stendardo è decorato di due medaglie d'argento al valor militare, una medaglia di bronzo al valor militare, una medaglia di bronzo al valore dell'esercito.
Dal 2004 Piemonte Cavalleria è Cittadino onorario di Trieste.

## Le origini: Reggimento "Piemonte Reale Cavalleria" (2°)
Le sue origini risalgono alla fine del Seicento (23 luglio 1692), quando il Duca Vittorio Amedeo II ordinò che lo Squadrone di Piemonte poi Reggimento di Cavaglià, nato nel 1691 per fusione di Compagnie di Genti d'arme o Compagnie delle "Corazze" quale nuova unità di cavalleria pesante (di linea), si ridenominasse in Reggimento di cavalleria "Piemonte Reale". Nello stesso giorno veniva fondato anche il Reggimento "gemello" Savoia Cavalleria.

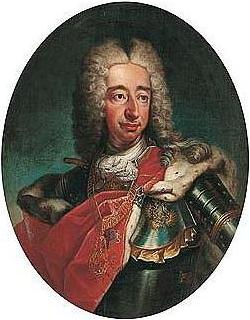
Vittorio Amedeo II (1666-1732)

Va precisato che gli appartenenti al Reggimento sul finire del XVII secolo avevano talvolta corazza superiore parziale o completa ed erano armati di spada o sciabola a lama dritta e che sono da allora chiamati "cavalieri" in quanto, sebbene reclutati in parte dalle suddette Genti d'arme come i simili "dragoni", a differenza di questi ultimi erano soldati atti a muovere e combattere esclusivamente a cavallo.

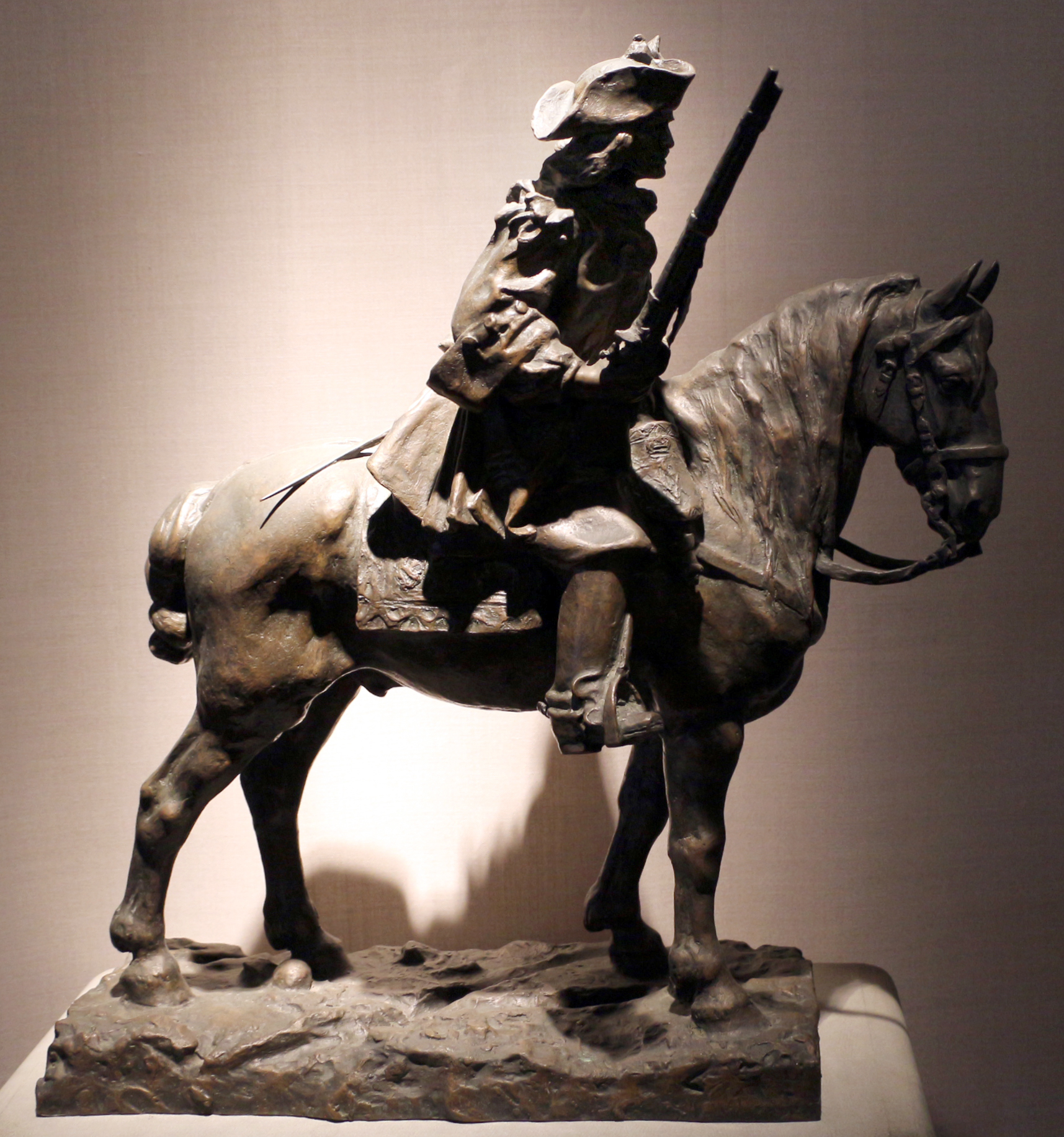
Davide calandra, piemonte reale 1692, 1892

Per tradizione italiana sono detti dunque "cavalieri" (e in passato anche "corazzieri") gli appartenenti ai Reggimenti “Piemonte (Reale)” e “Savoia”.

## Descrizione araldica dello stemma[2]
Scudo: inquartato: nel primo d'azzurro a tre stelle d'oro ordinate in banda fra due filetti dello stesso; nel secondo, inquartato: a) e d) d'azzurro alla fiamma trifida rossa picchiettata e bordata d'oro; b) e c) di rosso alla fiamma trifida d'azzurro picchiettata e bordata d'oro; sul tutto una croce d'argento caricata in cuore dell'aquila di nero di Savoia; nel terzo, di rosso alla croce d'argento attraversata in capo dal lambello d'azzurro di tre pendenti; nel quarto di rosso al puledro allegro d'argento (il cavallino rampante).
Ornamenti esteriori: sullo scudo corona turrita d'oro, accompagnata sotto da nastri annodati nella corona, scendenti e svolazzanti in sbarra e in banda al lato dello scudo, rappresentativi delle ricompense al Valore. Sotto lo scudo su lista bifida d'oro, svolazzante, con la concavità rivolta verso l'alto, il motto: Venustus et Audax.

## Decorazioni allo Stendardo
Medaglia d'argento al valor militare con Decreto del 13 luglio 1849:
"Per l'ottima condotta nei fatti d'arme della Sforzesca e di Novara, 21-23 marzo 1849, e durante tutta la campagna del 1848".
Medaglia d'argento al valor militare con Decreto del 1º giugno 1861:
"Per coraggio e fiero contegno tenuto sotto il fuoco nemico, quasi due ore, nella ricognizione del Garigliano, 29 ottobre 1860".
Medaglia di bronzo al valor militare con Decreto del 5 giugno 1869:
"Per la condotta tenuta a Budrio, gennaio 1869".
Medaglia di bronzo al valore dell'Esercito con Decreto del 4 gennaio 1978:
"Al verificarsi del grave terremoto che colpiva il Friuli, interveniva tempestivamente con uomini e con mezzi in soccorso alle popolazioni duramente colpite operando con coraggio ed abnegazione e profondendo tutte le energie, dava un validissimo ed efficace aiuto ai sinistrati, contribuendo a ridurre i danni del tragico evento. L'opera svolta ha riscosso l'apprezzamento delle Autorità e la riconoscenza delle popolazioni soccorse, rafforzando il prestigio dell'Esercito. Friuli, 6-15 maggio 1976".

## Storia del Reggimento

### Dalla fondazione del Reggimento alla Prima guerra d'Indipendenza
Con editto del 23 luglio 1692 il Duca Vittorio Amedeo II di Savoia ordinava che il preesistente Squadrone di Piemonte poi Reggimento di Cavaglià (nato dalla fusione di talune Compagnie di Genti d'arme (Gendarmi), talvolta riportate come Compagnie delle "Corazze") si inquadrasse in compagnie di cinquanta uomini e cavalli ciascuna col nome di Reggimento di cavalleria "Piemonte Reale" agli ordini del primo comandante, marchese Filippo Giacinto Gontery di Cavaglià..
Sul finire del XVII secolo gli appartenenti al Reggimento avevano corazza superiore parziale o completa ed erano armati di spada o sciabola assumendo perciò da allora la denominazione di "cavalieri" e più raramente anche "corazzieri".

#### Assedio di Pinerolo e guerra di successione spagnola
L'anno successivo alla fondazione (1693) il Reggimento si distinse nell'assedio di Pinerolo, tenuto dai francesi, e ricevette il battesimo del fuoco contro le truppe d'oltralpe del maresciallo Catinat alla battaglia della Marsaglia (Orbassano) il 4 ottobre dello stesso anno.

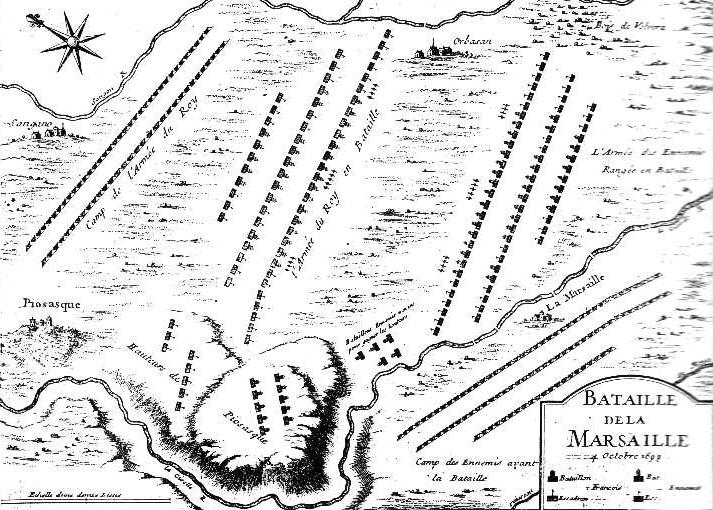
Piano della battaglia della Marsaglia

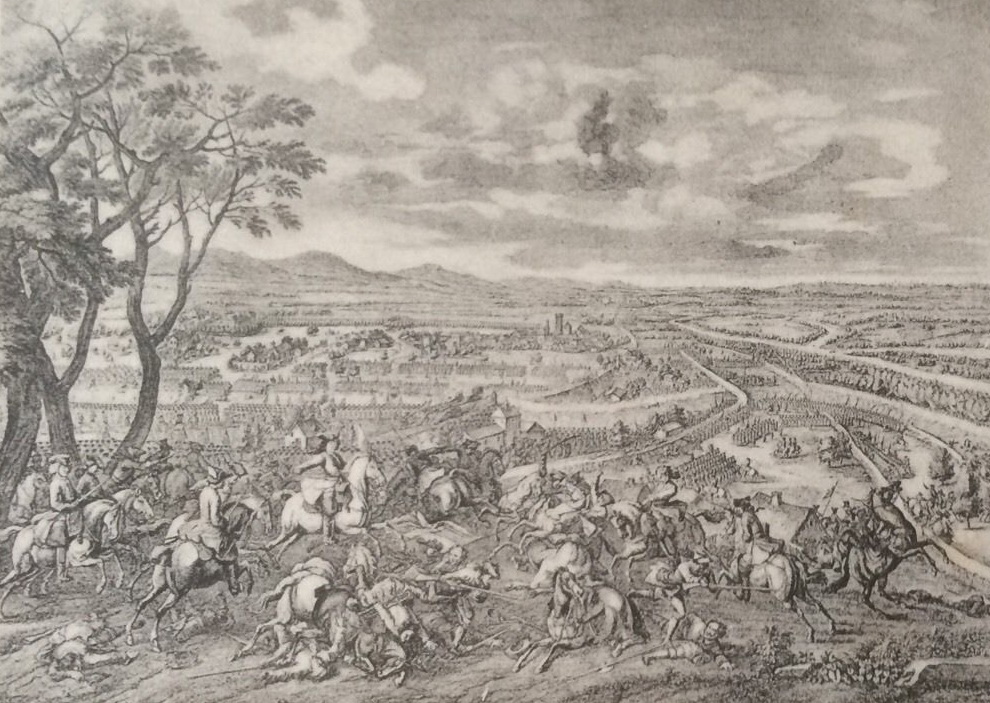
Luzzara (1702)

Nel corso della Guerra di successione spagnola, il Ducato di Savoia si schierò con i francesi contro gli imperiali. Il Reggimento combatté nel corso delle campagne in Italia settentrionale, nella battaglia di Chiari (1701) e nella battaglia di Luzzara (1702): in quest'ultima si distinse con una serie di cariche.

#### L'assedio di Torino

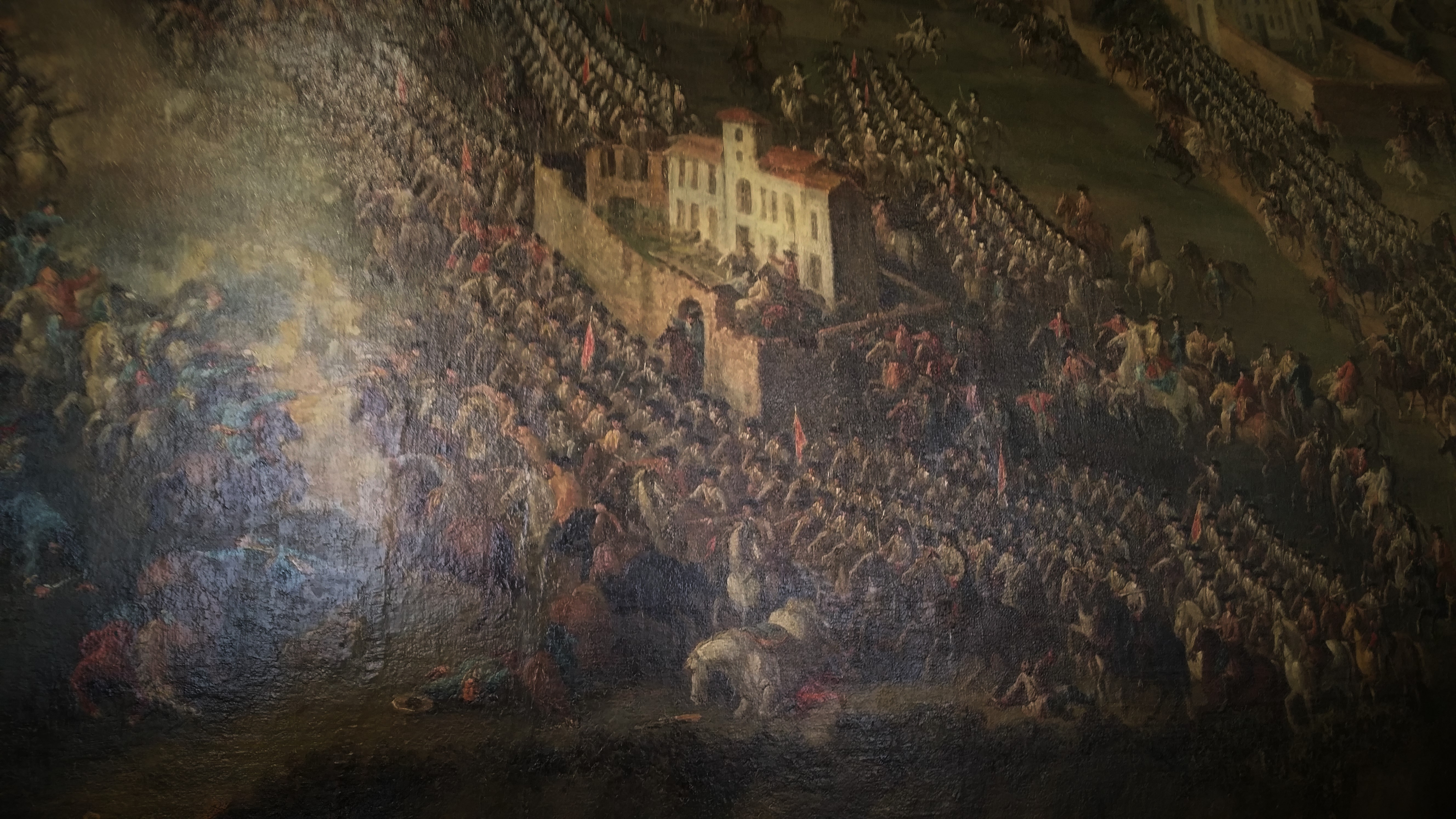
La Cavalleria Piemontese carica nei pressi del Castello di Lucento - (particolare dal quadro dell'Assedio di Torino conservato nella Sala delle Battaglie del Winterpalais del principe Eugenio a Vienna)

Nel 1706, durante l'assedio di Torino, contribuì alla resistenza della città e, col sopraggiungere del principe Eugenio, alla sconfitta delle truppe assedianti operando con i suoi effettivi finanche ai pezzi di artiglieria.
Infatti il battaglione di artiglieria che si occupò della difesa della capitale sabauda, istituito nel 1696 e comprendente 6 compagnie con 300 cannonieri, dall'inizio dell'assedio si rivelò insufficiente per la gestione di tutte le armi a disposizione e dovette essere integrato con 200 "cavalieri" provenienti principalmente dal Reggimento "Piemonte Reale" ed altre unità.
Altrettanti uomini, insieme a 700 cavalieri germanici, furono invece disposti ad ottemperare ai lavori notturni di riparazione dei danni dell'artiglieria nemica.

Sul finire del fatto d'arme, rimontati gli effettivi a cavallo, partecipò alle cariche nei pressi del castello di Lucento a premessa della definitiva sconfitta degli assedianti franco-spagnoli.

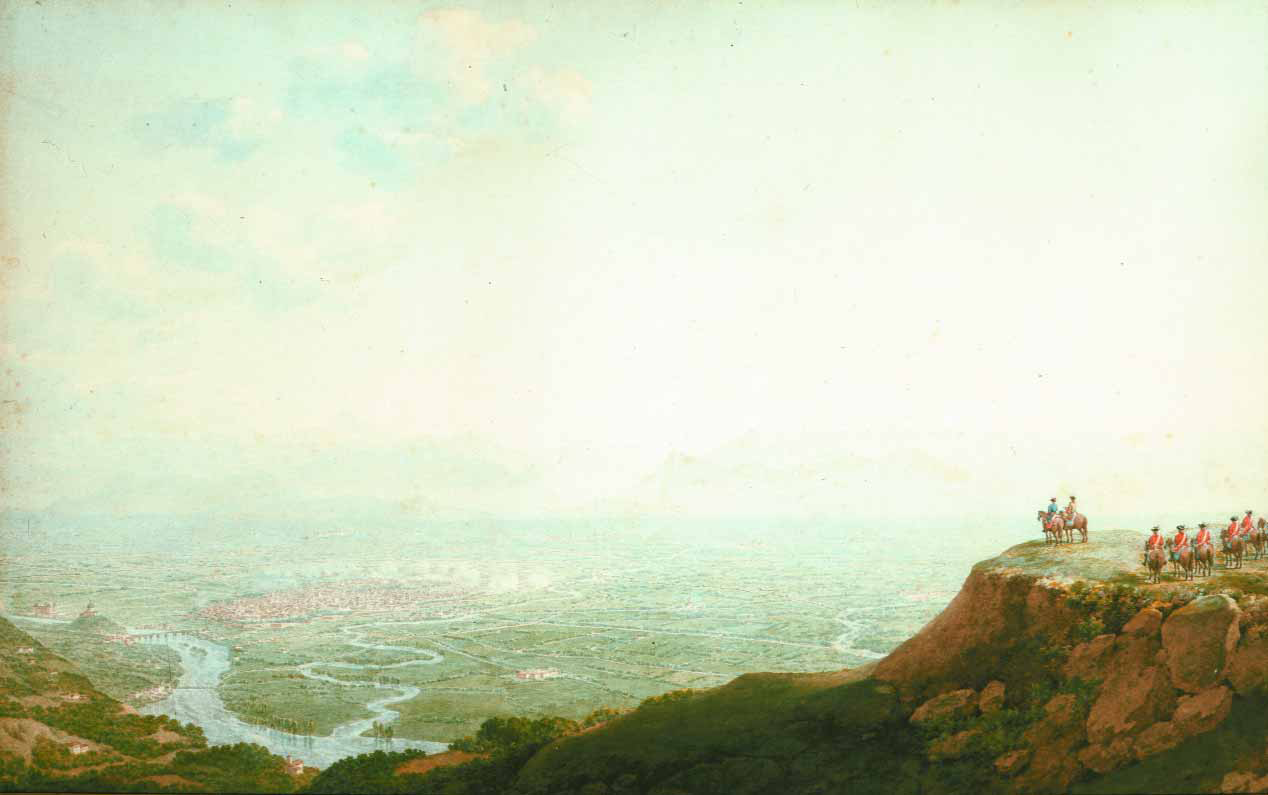
Dipinto dell'Assedio di Torino: Vittorio Amedeo II e il Principe Eugenio preparano il piano d’attacco dalla collina di Superga, Autore: Giuseppe P. Bagetti (1764-1831)

#### Guerre di Successione
Nel 1708, Piemonte Reale operò in Savoia e Delfinato, nel 1712 a Villanovetta, nel 1734 a Parma e Guastalla, nel 1744 a Madonna dell'Olmo e nel 1745 a Bassignana.

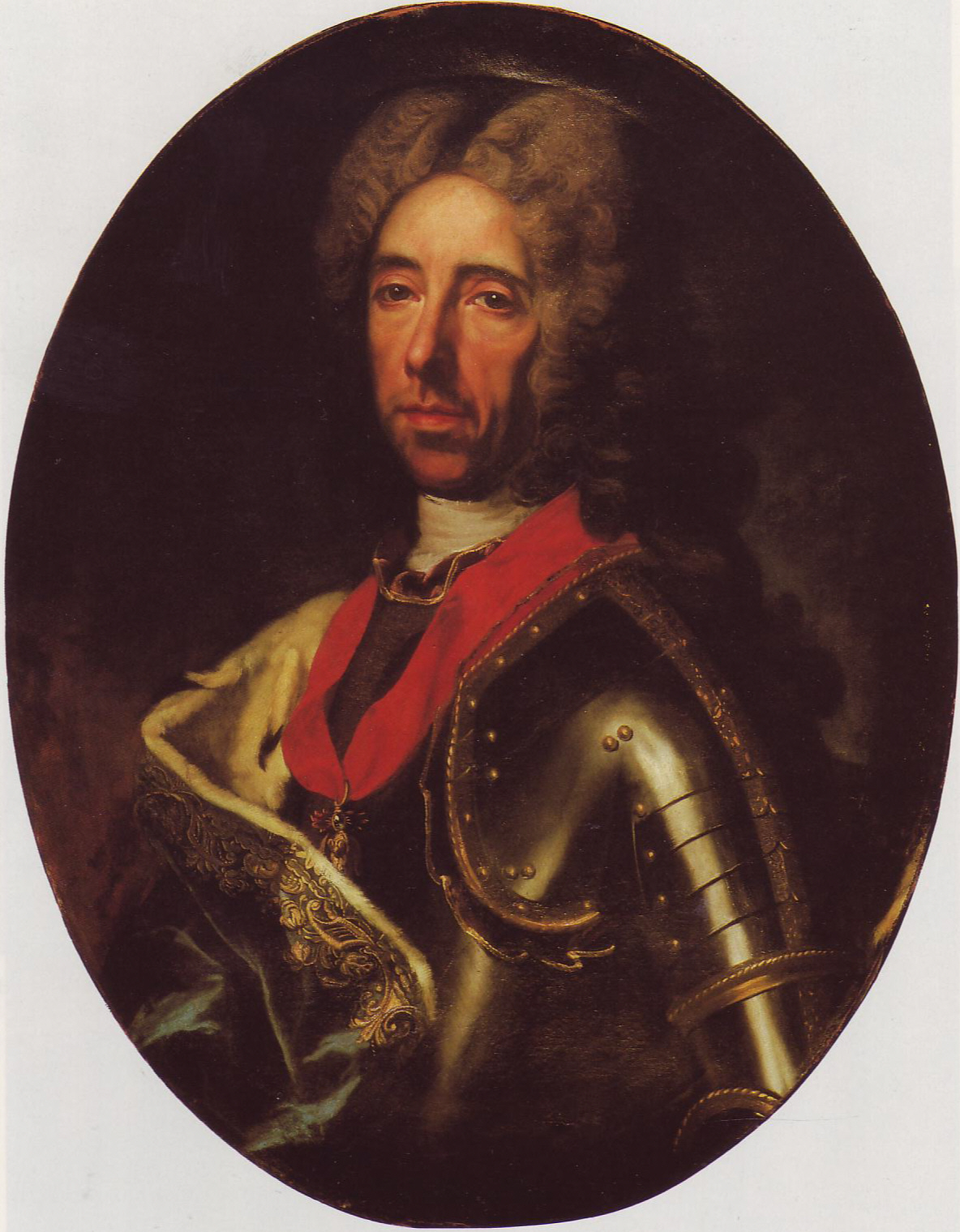
Portrait del Principe Eugenio di Savoia (1663-1736)

#### In epoca napoleonica
Con l'armistizio segnato a Cherasco nel 1798, la Francia sciolse l'esercito sabaudo e il Reggimento, non vincolato dal giuramento di fedeltà al Re di Sardegna, venne trasformato, con l'aggiunta di due Squadroni di Savoia Cavalleria, in 4º Reggimento di cavalleria e poi in 4º Reggimento dragoni piemontesi e inviato a Monza. Partecipò così, a fianco dei francesi, alla guerra contro l'Austria combattendo nella zona di Verona, a San Massimo il 26-27 marzo e a Magnano il 4 aprile 1799, fino allo scioglimento avvenuto nel maggio successivo, quando i resti dell'esercito e della cavalleria sabauda subirono l'annichilimento, per uno scontro tra l'Armée francese e le truppe russe del generale Suvorov sempre nel 1799.
Il 10 luglio 1814, Piemonte risorse a Torino dove Vittorio Emanuele I ne sanciva la ricostituzione. Tra i suoi ufficiali uno dei tanti personaggi che costellano la storia tricentenaria di Piemonte Cavalleria: il sottotenente Massimo d'Azeglio, futuro Presidente del Consiglio, che diverrà poi comandante onorario del Reggimento nel 1848.
Prima di procedere oltre nella storia di "Piemonte", è bene annotare una curiosità, un caso forse unico nella storia militare europea: infatti, dal 1671 esisteva un altro Reggimento con lo stesso nome, ma in Francia, quando un "Régiment Royal-Piémont cavalerie" era stato voluto da Carlo Emanuele II (padre di Vittorio Amedeo II) e offerto come tributo al Re di Francia "...à condition qu'il reste la propriété du prince du Piémont et que les mestres de camp-lieutenants soient sujets du duc de Savoye".
Tuttavia, poco tempo dopo, quando i due sovrani si dichiararono nemici, il Reggimento fu confiscato dai francesi e sopravvisse, nel tempo, cambiando denominazione dapprima in "14e régiment de cavalerie" e infine "23e régiment de dragons" per essere sciolto nel 1814, alla fine dell'era napoleonica proprio mentre il "gemello sabaudo" risorgeva.

#### I primi a indossare l'elmo
Dal 1822 al 1843 "Piemonte Reale" fu l'unico Reggimento pesante con cavalli e uomini di alta statura. Inoltre i cavalieri vennero dotati di elmo con "coccia dorata e folta criniera" (la stessa che poi passerà in uso ai Corazzieri dell'Arma dei Carabinieri), ampi stivali alla "scudiera", giacca a doppio petto e mantello bianco. L'elmo venne ben presto, e progressivamente, esteso agli altri reparti di cavalleria, mentre la criniera e altri particolari dell'uniforme restarono prerogativa di "Piemonte" fino al 1840.
Un simile elmo con criniera tornò in dotazione, per un brevissimo periodo, nel 1859 quando il Reggimento cambiò denominazione in "Corazzieri di Piemonte".

#### La Prima guerra d'Indipendenza
Nel primo conflitto per l'unificazione nazionale italiana, Piemonte Reale Cavalleria, nel 1848, si distinse a Pastrengo ove brillarono per tenacia ed eroismo il capitano Martini di Cigala agli ordini del La Marmora, e il marchese Bevilacqua, quest'ultimo però trovandovi la morte, in un'azione tesa a proteggere il dispiegamento di una batteria a cavallo nelle fasi finali dello scontro. Quando infatti gli uomini della Brigata “Cuneo” già entravano a Pastrengo abbandonata dagli austriaci, una batteria di artiglieria a cavallo dei piemontesi si spinse troppo in avanti e rischiò di essere dispersa dal nemico presso il cimitero. Il maggiore Alfonso La Marmora risolse la situazione facendo intervenire lo squadrone di Piemonte, agli ordini del capitano Martini di Cigala, così che la batteria ebbe la possibilità di spiegarsi in sicurezza ed entrare in azione.
Racconta così l'episodio il conte Ferdinando Augusto Pinelli, nella sua "Storia militare del Piemonte" (1855): "in pari tempo (contemporaneamente alla nota e gloriosa carica dei Carabinieri agli ordini del Sanfront) una Compagnia Cacciatori dell'8° gettavasi alla corsa ed a baionette spianate sul nemico, un battaglione di Piemonte (rgt. fanteria) saliva dalla sinistra il colle, ed il maggior La Marmora, giunto con una sezione d'artiglieria a cavallo scortata da uno Squadrone di Piemonte Reale, comandato dal capitano Sigala entrato con esso nel borgo caricava alla rinfusa usseri e fanti nemici. Succedeva nelle vie un sanguinoso scontro nel quale il marchese Bevilacqua da Verona, generoso figlio di generosissima madre, e giunto il giorno prima al quartier generale dove Carlo Alberto nominato lo aveva sottotenente in Piemonte Reale, gloriosamente spirava, traforato il petto da palla nemica".

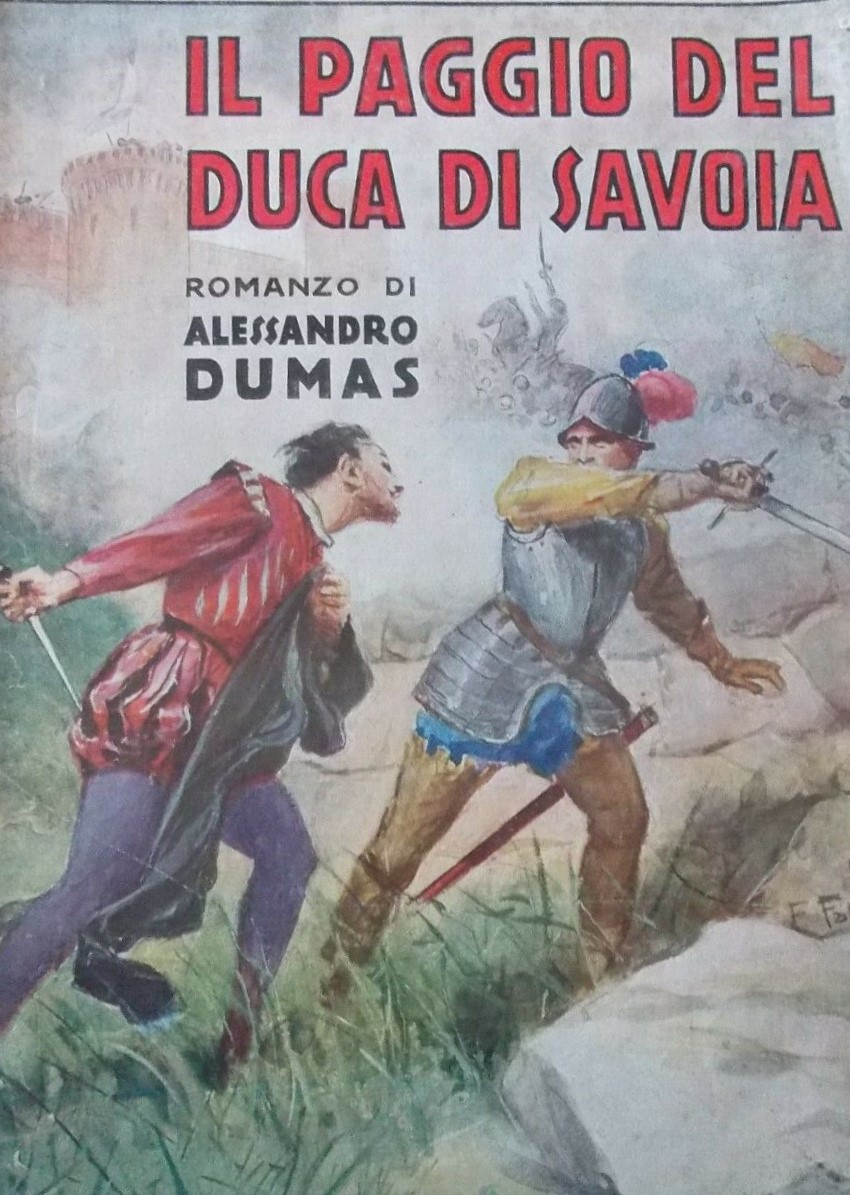
Copertina de "Il paggio del Duca di Savoia"

Piemonte fu poi ancora a Santa Lucia, Sommacampagna in località Ganfardine e Milano. Proprio a Milano si segnalò, per coraggio e resistenza fisica non comuni, il tenente Felice Brunetta d'Usseaux, classe 1824 che venne soprannominato "Sciancafer" (Spaccaferro) ed ebbe "menzione onorevole" (poi equiparata alla Medaglia di Bronzo al Valor Militare), quando rimase ferito il 4 agosto 1848 a Melegnano, appunto nei pressi di Milano, ma solo molto dopo rientrò al Reggimento sempre dimostrando freddezza, carattere risoluto e sprezzo del dolore. Alla sua figura si ispirò Alexandre Dumas padre (1802-1870) per il personaggio di Brise-fer nel suo romanzo storico Le Page du Duc de Savoie.
Nel 1849, Piemonte Reale combatté il 21 marzo alla Sforzesca (Vigevano) e a Mortara, pure a supporto della Brigata Casale, nell'ambito della battaglia di Novara, quando i cavalieri di “Piemonte” sbaragliarono unità di cavalleria e fanteria austriaca guadagnando allo Stendardo la sua prima Medaglia d'Argento al Valor Militare.

### La Sforzesca
Il 21 marzo del 1849, Piemonte Reale, comandato dal colonnello Rodolfo Gabrielli di Montevecchio, si raggruppava con la 2ª Divisione al comando del generale Bes, alla Sforzesca, piccolo villaggio sulla destra del Ticino. L'ordine era quello di fermare l'avanzata austriaca già favorita da una serie di errori del generale Girolamo Ramorino, comandante della 5ª Divisione.

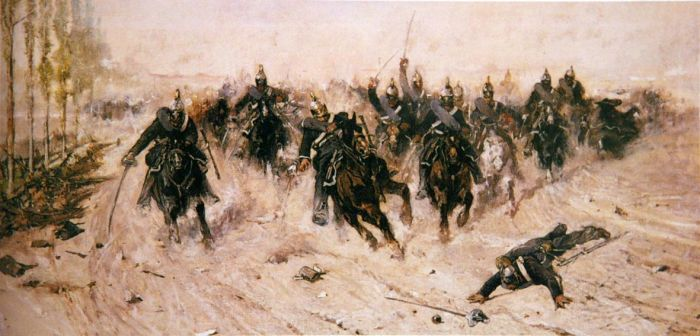
Piemonte Reale carica alla Sforzesca. Quadro di G. Fattori

Due squadroni erano a difesa esterna del paese, due plotoni in avanguardia nei pressi del vicino Borgo San Siro, altri due squadroni perlustravano verso sud-sudovest per controllare l'eventuale avanzata nemica, che però si verificherà su altra direttrice, impegnando il distaccamento di uno squadrone (i due plotoni summenzionati) che terrà, per nove ore, testa a forze superiori, finendo col ripiegare man mano sull'abitato stesso della Sforzesca.
Alle ore 13:00 circa, il comandante Rodolfo Gabrielli di Montevecchio, benché ferito al volto, lanciava più volte la carica con i plotoni disponibili per alleggerire la pressione austriaca. Gli Austriaci finivano poi alle corde per il sopraggiungere dei rinforzi sabaudi (4º e 6º Squadrone di “Piemonte”) comandati dal maggiore Bernardino Pes di Villamarina del Campo, quando le nuove forze affluite oltrepassavano un primo gruppo di fanti e prendevano al fianco la seconda schiera austriaca composta di ussari agli ordini del colonnello Schantz costringendo, con l'impeto, gli Austriaci a rompere il proprio schieramento e a fuggire.
Un'ulteriore carica veniva comandata, questa volta, contro i resti della fanteria nemica che tentava di disporsi a una difesa più salda dietro a un fossato.

Nella concitazione del successivo inseguimento restava ferito alla spalla, da arma da fuoco, e disarcionato il tenente Filippo Galli della Loggia del 4º Squadrone (aiutante del Generale Bes), ma il brigadiere Mathieu (talvolta scritto Mathieux) con un salto lo raggiungeva e, assalendo quattro Ussari austriaci che lo avevano circondato, ne uccideva due, ne feriva un terzo e metteva in fuga il quarto, traendo il tenente in salvo e guadagnandosi una medaglia al valore e la promozione sul campo a maresciallo.

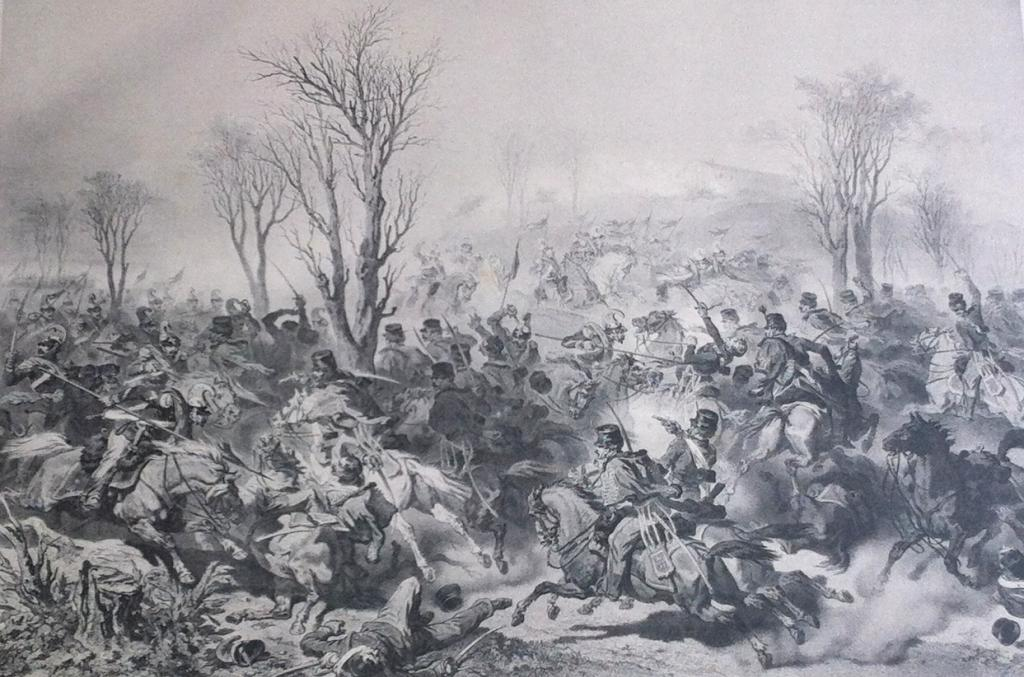
Piemonte Reale Cavalleria al Combattimento della Sforzesca (I Cavalieri di Piemonte caricano da sinistra)

15 le medaglie d'argento concesse: allo stendardo, al colonnello Gabrielli di Montevecchio, al maggiore Bernardino di Villamarina, ai capitani Giacinto di S. Giovanni e Millo, ai luogotenenti (tenenti) Morteo, Rizzardi, Broglia e Galli della Loggia, al sottotenente Bielski, al maresciallo d'alloggio Solaro, al brigadiere Mathieu, al brigadiere furiere Agosteo, al vice brigadiere Ravonel, al soldato Bono.
Diciassette furono le menzioni onorevoli (poi medaglia di bronzo): al capitano Ricati, ai luogotenenti Falco e Sartirana, ai sottotenenti Squassoni e Borgna, al furiere Marsino, ai vice brigadieri Namello, Solliano e Sabbione, agli appuntati Salasco, Chettor-Sener, Levet e Degiorgis, ai soldati Castelli, Lagna, Luciano e Gotta.

### Dalla Crimea alla Guerra italo-turca

#### Crimea
Valorosi del Reggimento (32 volontari) parteciparono poi alla spedizione di Crimea. Vi trovarono la morte l'ex comandante Gabrielli di Montevecchio, ora generale, che cadde alla battaglia della Cernaia il 16 agosto del 1855 e il giovane tenente Landriani a seguito di ferite ricevute partecipando, come ufficiale di collegamento con i Britannici, alla celeberrima e tragica carica dei 600 a Balaklava. Con Landriani prese parte alla carica di Balaklava anche il maggiore Giuseppe Govone, ufficiale del Corpo di stato maggiore (che tuttavia i Britannici riportano come appartenuto anch'egli al Piemonte Reale), sottocapo di Stato maggiore del generale La Marmora, destinato di li a poco a diventare Capo di stato maggiore del corpo di spedizione sardo in Crimea e più tardi, terminato il servizio attivo, Ministro della guerra del Governo del Regno d'Italia nel 1869. Entrambi poterono caricare solo dopo aver chiesto e ottenuto il permesso a partecipare ("requested and obtained permission to participate") da Lord Raglan (FitzRoy Somerset, 1st Baron Raglan).

#### Nella Seconda guerra d'Indipendenza e 1860
Piemonte Reale operò tra Sesia e Vinzaglio. Nel 1859 fu a Magenta e Solferino (con "Nizza Cavalleria" inquadrati nella 1ª Brigata della Divisione di cavalleria).

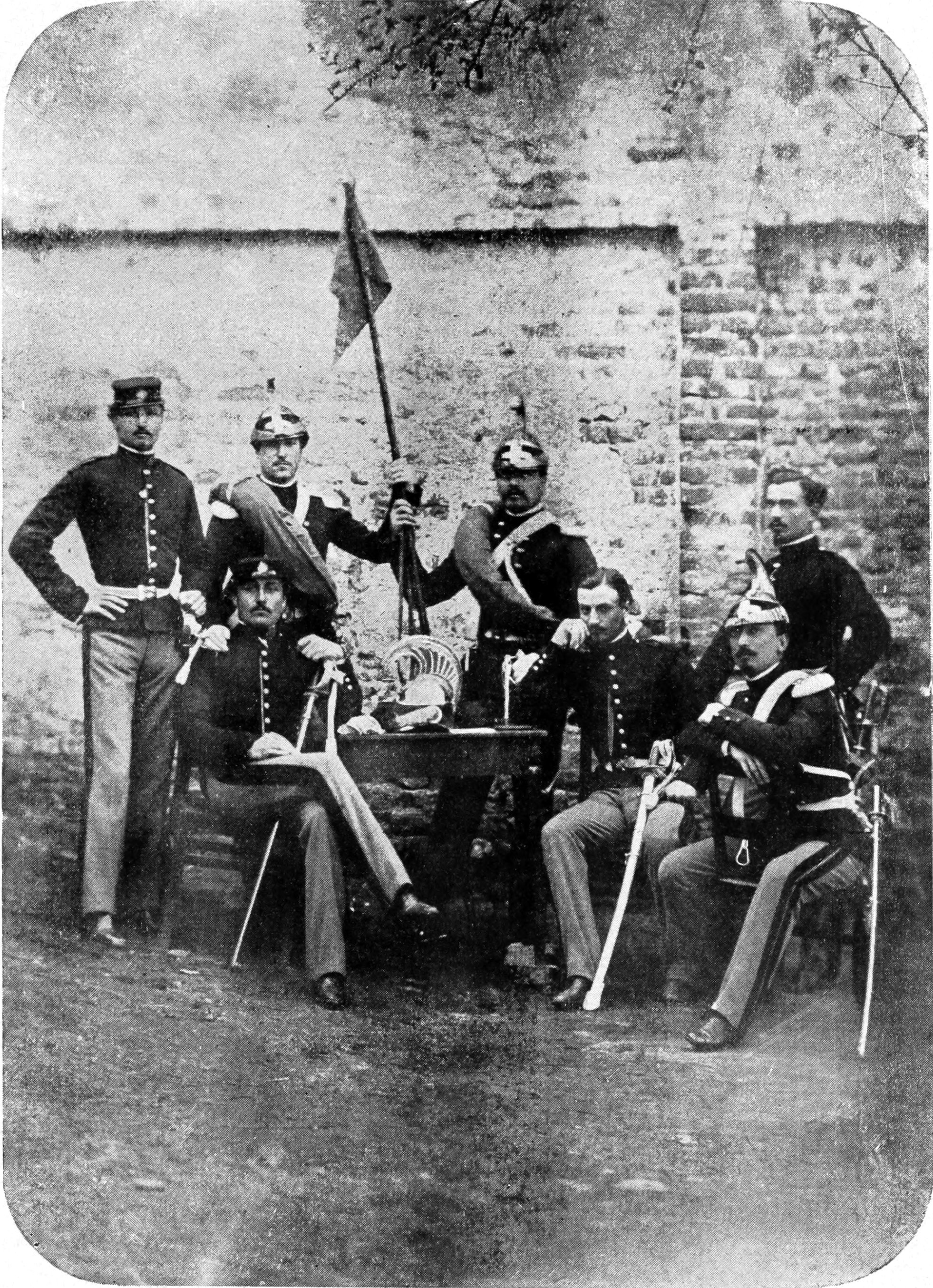
Volontari di Piemonte Reale 1859 - I tre primi in piedi, cominciando da sinistra sono: Vincenzo Rossa, studente ― Luigi Caroli, morto in Russia, ― Conte Alessandro Panciera di Zoppola, bresciano. I tre seduti: Antonio Cattaneo, ingegnere ― conte Guido Visconti di Modrone ― Antonio Riboli, di Crema, studente. L'ultimo in piedi non è noto

Il Reggimento partecipò poi alla campagna di guerra per l'Unità italiana, nell'Italia centro-meridionale contro i Borbonici.

##### La seconda medaglia d'argento al V.M. allo Stendardo
Durante la Battaglia del Garigliano (1860) si guadagnò "per coraggio e fiero contegno tenuto sotto il fuoco nemico, quasi due ore" la seconda medaglia d'argento al valor militare nella ricognizione sul fiume Garigliano. Al Garigliano lo scontro ebbe inizio la mattina del 29 ottobre con tre colonne di fanteria e cinque squadroni di cavalieri di "Piemonte Reale Cavalleria" e lancieri di "Milano" e "Novara" per ordine del Comando del IV corpo italiano (generale Cialdini), che avanzarono verso l'unico ponte nella zona, cardine della difesa borbonica: il ponte Real Ferdinando.
Queste truppe erano al comando del generale Di Savoiroux e destinate a misurarsi contro le forze borboniche schierate sulle alture di Minturno, che sommavano a 10.000 uomini con 46 cannoni, agli ordini del maresciallo Colonna. Per l'intenso fuoco di artiglieria e per la rottura dell'unico ponte, i fanti furono esposti a gravissime perdite e la cavalleria avanzando allo scoperto nella pianura del Garigliano "non poté dar prova che di una grande intrepidezza". Sulla testa di ponte Sud erano infatti attestati i cacciatori borbonici, con carabine rigate, che frenarono l'assalto avversario per un'ora e poi si ritirarono togliendo le traversine del ponte, pur mantenendo, nello sganciarsi, un fuoco intenso sulle truppe sabaude che intanto subivano forti perdite.

#### La terza guerra d'Indipendenza
Nel 1866 combatté con valore (3º Squadrone sopra tutti) a Custoza (24 giugno).
A Budrio nel 1869 ricevette una medaglia di bronzo al valor militare per la condotta tenuta durante le sommosse e i moti contadini seguiti alla entrata in vigore della tassa sul macinato.

#### Altri conflitti
Alle campagne d'Africa del 1887, del 1895, alla Guerra italo-turca del 1911 (in Libia) come in quella Italo-etiopica del 1935, Piemonte partecipò con personale e contingenti inviati in concorso con altri reparti.
Intanto, nel 1909, "Piemonte Cavalleria" insieme ai "Lancieri di Montebello" venne inviato, con compiti di ordine pubblico a supporto dei Reali Carabinieri, a Parma quando la "rottura dell'unità proletaria, dovuta ai contrasti fra socialisti riformisti e sindacalisti rivoluzionari, permise la controffensiva agrario-padronale, sostenuta dal governo".
Il 20 giugno 1908 a Parma e provincia vi furono, infatti, molteplici manifestazioni e cortei di lavoratori nell'ambito del primo sciopero agrario indetto in Italia, e "Montebello" e "Piemonte" ebbero il compito di occupare la sede della "Camera del Lavoro" ubicata nell'Oltretorrente di Parma, in Borgo delle Grazie.

### La Prima guerra mondiale

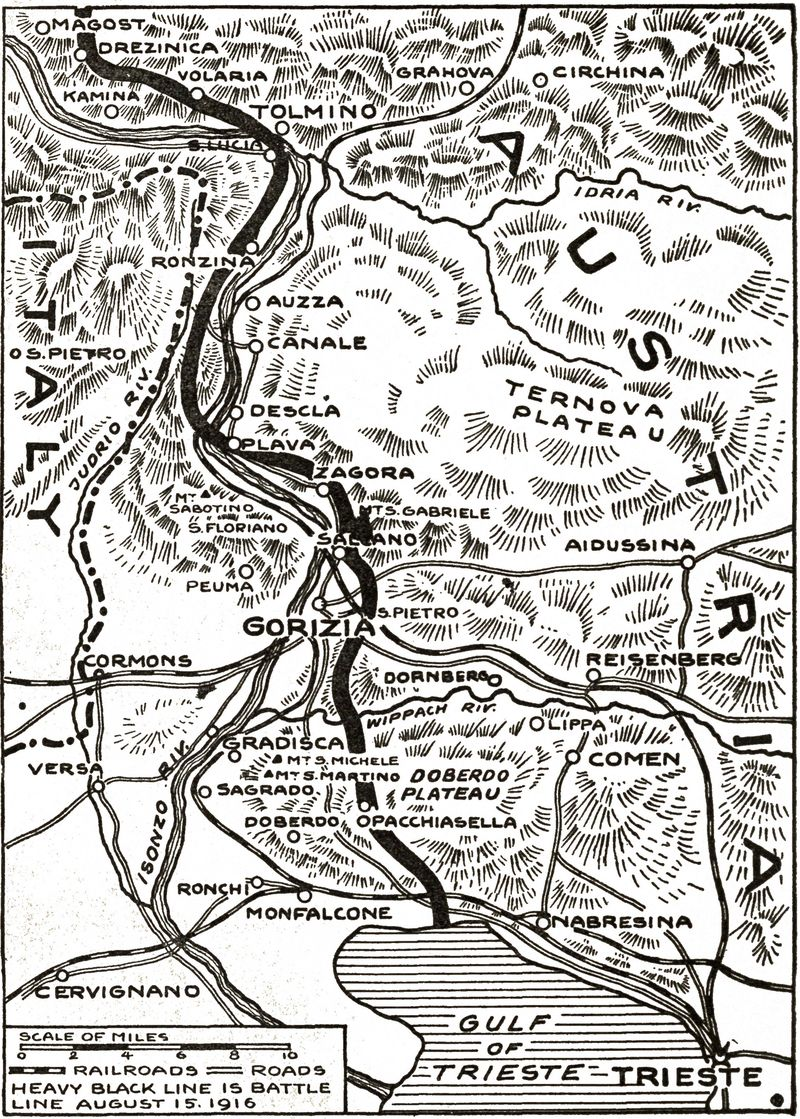
Il fronte a Gorizia nel 1916

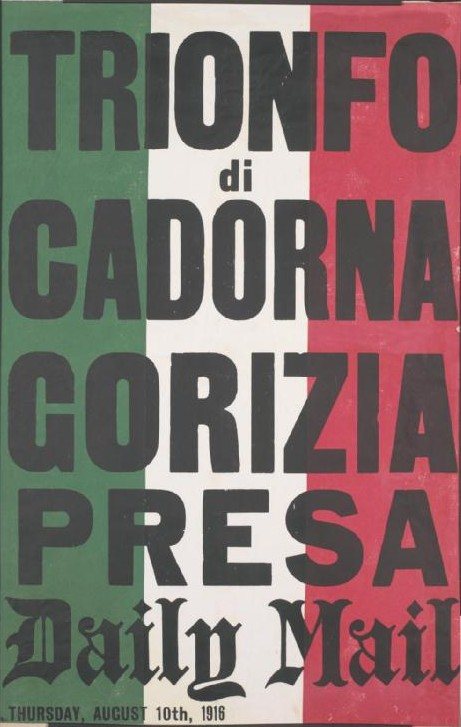
"Placard" del Daily Mail riportante: "Trionfo di Cadorna Gorizia Presa"; datata 10 agosto 1916 e stampata a favore degli italoamericani

#### 1915-1916
Piemonte Reale Cavalleria veniva impegnato sin dai primi mesi del conflitto; il 15 luglio, il sottotenente Manfredi Lanza di Trabia alla testa di 15 cavalieri offertisi volontari in una spedizione per la distruzione dei reticolati di una postazione nemica a Lucinico, veniva ferito gravemente guadagnandosi la Medaglia d'Argento, mentre si registravano i primi caduti del Reggimento (Celluzzi e Mellisano, Medaglie di Bronzo alla Memoria).
Tra il 1915 e il 1916 Piemonte veniva impiegato quale riserva del XIII corpo d'armata e, sull'Isonzo, dall'8 agosto del 1916 a seguito dello sfondamento delle linee austriache in un settore contermine, tre Squadroni del Reggimento (3°, 5° e 6°), agli ordini del maggiore Angelini (che otteneva anch'egli la medaglia d'argento al valor militare) partecipavano alla Conquista di Gorizia e alla cattura di numerosi prigionieri, per poi arrestarsi sul Colle S. Marco, Savogna, Rubbia e, subendo perdite, sulla Vertojba e sul Vipacco.
In settembre, "Piemonte" distaccava il 1º Squadrone al "Genova Cavalleria", che ne diveniva il 6º Squadrone, combattendo sul Carso e distinguendosi nella vittoria di Doberdò e di Quota 144 (Arupacupa, 14-15-16 settembre 1916).
Il 14 lo Squadrone era dislocato sul Debeli e dopo intenso fuoco d'artiglieria si lanciava all'assalto delle trincee nemiche. Per tutto il 15 resisteva ai furiosi contrattacchi nemici perdendo entrambi i suoi due ufficiali che feriti, ricevevano rispettivamente la Medaglia d'Argento, il tenente Giovanni Marconi e quella di Bronzo, il tenente Mario Colonna.
Il successivo giorno 16 si segnalava anche il sergente Alfonso D'Ascenzi che, assunto il comando dello Squadrone rimasto privo di ufficiali, lo portava alla conquista della seconda linea di trinceramenti avversari, guadagnandosi lui pure la medaglia d'argento al valor militare.

#### 1917, il sacrificio del Comando a Cessalto
Nel 1917, "Piemonte" contribuiva, in primavera, alla creazione della 1496ª compagnia mitraglieri FIAT che si distinguerà in autunno sul Piave quando il suo comandante, tenente Gian Girolamo Chiavari, meriterà la medaglia d'argento al valor militare.
Successivamente il Reggimento partecipava alle offensive estive sul Monte Ermada e, col suo I Gruppo squadroni assegnato alla 6ª Armata, sugli altipiani per poi proteggere dal 29 ottobre al 9 novembre il ripiegamento del XIII corpo d'armata dal Tagliamento al Piave, conseguente il cedimento del fronte a Caporetto, combattendo a Cascina Vela e a Campagna di Cessalto ove fece abilmente scampare al Corpo d'armata un assai periglioso accerchiamento.
In quel tragico frangente cadeva sul campo il suo eroico 43º comandante, il colonnello Francesco Rossi, meritandosi la Medaglia d'Oro al Valor Militare.
In effetti, nei primi due giorni, l’offensiva nemica su Caporetto non aveva avuto effetto diretto sulla 3ª armata, nel cui territorio si trova “Piemonte Reale”, e taluni tentativi di attacco locali erano stati prontamente contenuti e respinti. A seguito del precipitare della situazione, nel pomeriggio del giorno 25 giungevano i preavvisi d'ordine per attuare una manovra di ritirata. Diramato l’ordine di ripiegamento al Tagliamento, il 27 “Piemonte Reale” era incaricato di proteggere la ritirata del XIII corpo d’armata, già posizionato su Aiello. Il comando di Reggimento, unitamente al Comando del II Gruppo con gli Squadroni 2° e 4°, si riunivano a Papogliano ed a sera il carreggio reggimentale veniva posizionato su Bagnaria Arsa, per unirsi al carreggio del Corpo d’armata e continuare la marcia verso il Tagliamento. Nella notte tra il 28 e il 29, il 2º e 4º Squadrone si spostavano, rispettivamente, su Perteole ed Aiello per assolvere il compito affidato ponendosi in coda alla 54ª e 14ª Divisione e contenere l’avanzata avversaria. Alle ore 18 dello stesso 29 i due Squadroni si ritrovavano presso il Comando di Reggimento a Bagnaria, dove un nuovo ordine del comandante la Riserva di armata imponeva di prendere contatto con l’avversario sul fronte del Torre. Distaccate le prime pattuglie in esplorazione, queste si scontravano con elementi nemici con intenso combattimento, riportando due feriti e nove dispersi. Intanto il Comando ed il II gruppo si arrestavano a Sevegliano, sul quadrivio della strada Sevegliano-Privano e Palmanova-Cervignano. Il nemico allora attaccava il Piemonte al quadrivio e contemporaneamente (retroguardia del II Gruppo) a Sevegliano. Successivamente il comandante di Reggimento decideva di riprendere la protezione della colonna del XIII corpo, spostandosi a Bagnaria Arsa ed inviando pattuglie per riprendere collegamento con la coda della 54ª Divisione. Le pattuglie a Fauglis venivano fatte segno a fuoco di fucileria, ed il colonnello Rossi decideva di deviare per Morsano, onde riprendere la direttrice di marcia del Corpo d’armata. "Piemonte" passava poi per Paradiso e raggiungeva Torsa alle 7 del 30 ottobre, dopo una notte trascorsa interamente sotto una fitta pioggia. In Torsa, avendo un capitano di collegamento della 3ª Armata fatta presente l’opportunità di sorvegliare le provenienze da nord, veniva disposto un adeguato servizio di esplorazione su Flumignano e Talmassons.
Alle ore 9:30 il Comandante la Brigata “Veneto”, che si trovava in Torsa, ordinava direttamente al comandante del reggimento di passare il II gruppo a sua disposizione per esplorare verso Lestizza-Mortegliano-Gonars-Carlino con invio di pattuglie. Alle 2 del 31 ottobre gli Squadroni agli ordini del colonnello Rossi proteggevano il movimento della Brigata “Tevere” in movimento verso Ariis, presso il torrente Stella. A tarda sera veniva raggiunta la riva destra del Tagliamento, superato poi nei pressi di Madrisio. Il ripiegamento delle Armate 2ª e 3ª sul Tagliamento è ultimato nella notte del 1º novembre 1917. Nel pomeriggio del 3 novembre il 2º Squadrone di Piemonte Reale veniva inviato da Sesto al Reghena per Cinto Caomaggiore a Blessaglia, per lasciare in zona un gruppo di vedette a sorvegliare il ponte, e proseguire poi per Spadacenta da dove inviava ulteriori gruppi di osservazione ai ponti di Carbolone, sul Livenza; di C. Rovatto sul Piavon; di Villa Lovena sul Ridaggia.
I ponti venivano presidiati sino al momento del brillamento e le varie pattuglie ripiegavano accodandosi ai grossi. Contemporaneamente il colonnello Rossi assumeva il comando della retroguardia del XIII corpo d’armata che necessitava di ripiegare lungo la direttrice Morsano al Tagliamento – Cordovato – Sesto al Reghena – Cinto Caomaggiore – Blessaglia – Carbolone – La Palazzina – Magnadola – Noventa – Fossalta di Piave. Della retroguardia facevano parte il 4º squadrone di “Piemonte Reale”, un battaglione bersaglieri e tre camion con mitragliatrici. Per assolvere il compito dovevano essere attuate successive resistenze sui fiumi Lemene, Caomaggiore, Loncon e sulla Livenza. La consegna era di impedire che in qualsiasi modo nuclei o reparti nemici si incuneassero fra le truppe in ritirata. La sera del 5 novembre i reparti dipendenti dal colonnello Rossi venivano fatti sostare lungo la linea ferroviaria che collegava Motta di Livenza a Portogruaro nel tratto fra il bivio della diramazione per S. Vito e la stazione di Pramaggiore, collegandosi ad ovest con la riserva speciale di armata e ad est con la retroguardia del XXIII corpo d’armata. L’indomani il comando supremo confermava l’ordine che la 2ª Armata prolungasse al massimo la resistenza sulla linea della Livenza e per coordinare l’azione delle retroguardie, sia della 2ª che della 3ª Armata, le stesse fossero poste agli ordini del generale Paolini comandante della Riserva della 3ª Armata. E la resistenza si prolungava fino al giorno 8 allorché si rinnovava sulla linea del Piavon sulla quale si portavano i reparti del colonnello Rossi. Questi dopo aver ritardato l’avanzata del nemico si apprestavano ad occupare il tratto Chiarano – Cessalto. Nel corso della giornata venivano subiti e respinti due assalti; verso sera, quando le forze del Corpo d’armata si stavano attestando sulla riva destra del Piave, giungeva finalmente al colonnello Rossi l’ordine di far ripiegare oltre il fiume anche la retroguardia. Il colonnello regolava personalmente il movimento disponendo di far sgombrare prima i feriti ed i servizi, seguiti dai reparti, in coda ai quali erano gli Squadroni a cavallo. Il Comando di Reggimento, assicuratosi della regolarità del movimento sarebbe arretrato dopo tutti gli altri. E mentre il comandante si accingeva a ripiegare, assieme al suo Comando veniva attaccato da parte di numerose armi leggere. La reazione era immediata, ma le forze erano troppo sproporzionate, a favore degli austro-tedeschi. Il colonnello Rossi inviava immediatamente l’aiutante maggiore a richiamare i due squadroni in coda alla colonna in ripiegamento, ma questi giunsero ad azione già terminata ed il Comando di Reggimento eliminato (con il colonnello caduto al centro dei suoi cavalieri con i quali aveva tentato invano di rompere l'accerchiamento).
Così, avendo assolto per 10 giorni al compito di proteggere il movimento delle truppe dal Torre al Livenza sventando ogni tentativo di attacco nemico, la notte tra l'8 e il 9, dopo aver sopportato gli assalti avversari tra le case e nelle strade di Campagna di Cessalto e deciso a restare al posto di Comando nell’abitato di Campagna il colonnello Francesco Rossi cadeva gravemente ferito durante l’ennesimo attacco nemico verso la mezzanotte per poi perdere la vita il giorno 9 novembre.
Alla memoria del colonnello, nel 1918, veniva decretata la concessione della medaglia d’oro al valor militare con la seguente motivazione: “Costante, fulgido esempio ai dipendenti di coraggio e di fermezza, seppe ottenere dalle truppe ai suoi ordini, costituenti la retroguardia di un corpo d’armata, prolungata, tenace e brillante resistenza, rallentando dal Tagliamento al Piave l’avanzata dell’avversario imbaldanzito da insperati successi. All’ultimo, circondato, con pochi altri militari, da forti nuclei nemici, alla resa offertagli preferiva la morte, che con stoica fermezza affrontava, dopo epica lotta corpo a corpo. – Tagliamento-Piave, 29 ottobre-9 novembre 1917”.

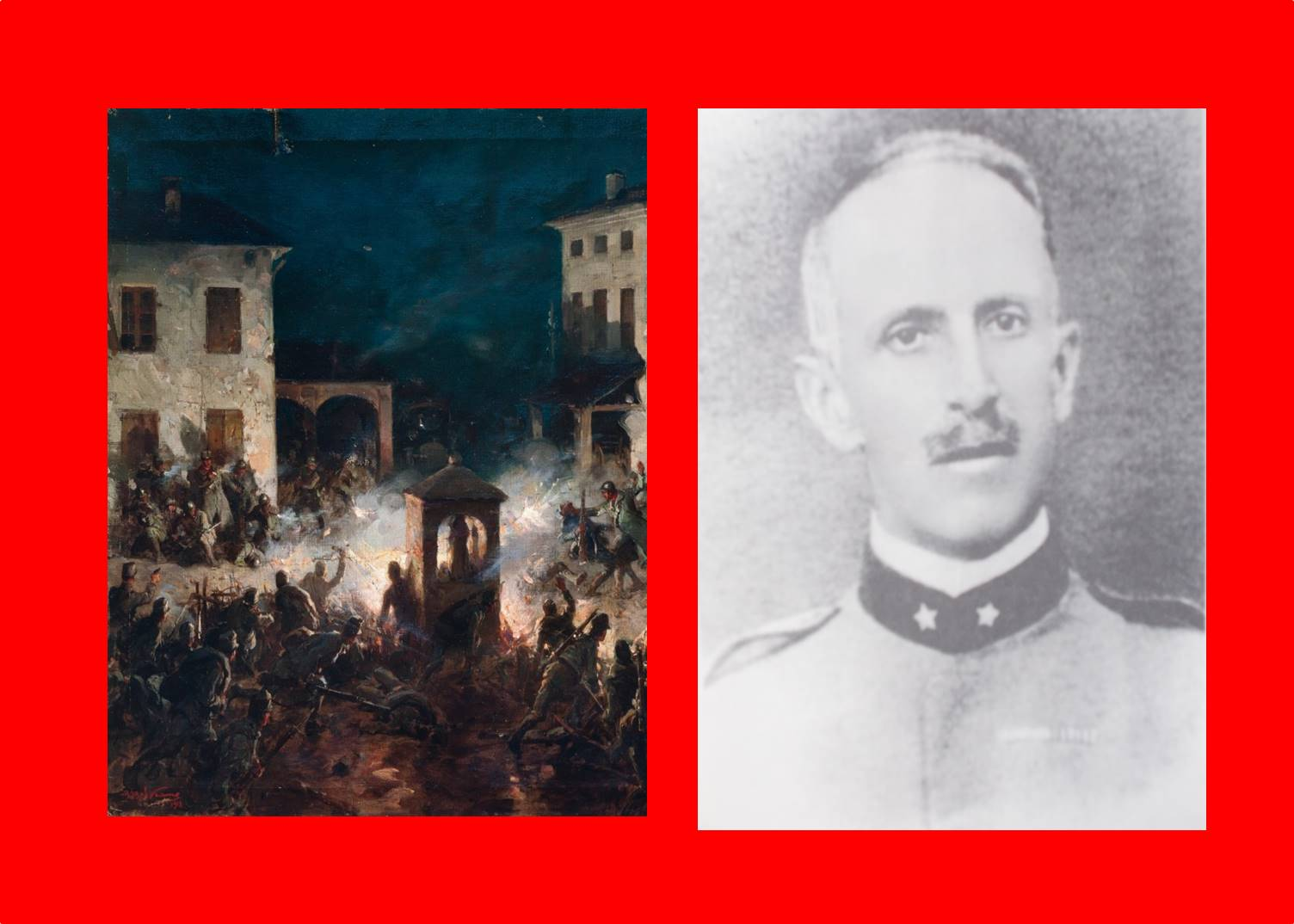
Il Combattimento di Cessalto e l'eroico 43º Comandante Col. Rossi

Dal 18 novembre il reggimento “Piemonte Reale” veniva spostato nella zona tra Mirano e Padova per provvedere al proprio riordino alle dipendenze della 2ª Divisione di cavalleria, all’interno della quale formava con i “Lancieri di Firenze” la 4ª Brigata agli ordini del colonnello brigadiere Arnaldo Filippini. Il comando del Reggimento intanto veniva assunto dal 19 novembre dal tenente colonnello Pio Angelini.
Nei giorni che seguono, "Piemonte" tornava al completo con il rientro del I Gruppo squadroni, proveniente dalla 6ª Armata presso la quale era stato distaccato dal mese di febbraio. Il 22 dicembre la 2ª Divisione veniva spostata nella zona a sud di Mira, tra Brenta e Taglio di Brenta: nella circostanza “Piemonte Reale” era accantonato tra Pozzolo e Scacco. Il nuovo comandante del Reggimento veniva promosso con decreto 6 gennaio 1918 al grado di colonnello. Con preavviso pervenuto durante la notte, il conte di Torino, comandante generale dell’Arma di cavalleria, ispezionava il Reggimento, quando il comandante riuniva a gran rapporto gli ufficiali di “Piemonte Reale” e del reggimento “Cavalleggeri di Udine” e solennemente commemorava la figura del colonnello Francesco Rossi, essendo giunta nel frattempo, tramite la Santa Sede, la comunicazione ufficiale della sua morte, avvenuta il 9 novembre 1917 in seguito a ferita alla testa. Il conte di Torino aveva fatto assistere alla commemorazione anche gli ufficiali del reggimento “Cavalleggeri di Udine”, perché il Rossi, prima di assumere il Comando di “Piemonte Reale”, da tenente colonnello aveva guidato detto Reggimento alla carica di Merna nella piana di Gorizia il 9 agosto 1916.
A Cessalto, tutti gli uomini di "Piemonte Reale" si erano comportati magnificamente. Per le azioni di retroguardia dopo Caporetto, infatti, venivano decorati di medaglia d’argento al Valor Militare i capitani Vincenzo Marini e Sergio Rotondo, i tenenti Fernando Soleti e Domenico don Raimondi, il maresciallo Felice Colaianni, il cavaliere Giovanni Manni.
Ricevevano invece la Medaglia di Bronzo al Valor Militare il capitano Adimaro Adimari Morelli, i tenenti Angelo Brenciaglia, Mario Allocatelli e Landolfo Lauri, il sottotenente Renzo Nobili, il maresciallo Felice Colaianni, il sergente Antonio Seianaro, il caporale Mariano Cottanelli, i cavalieri Luigi Sperati, Giovanni Manni e Alfredo Fioroni. La croce al merito di guerra al il tenente colonnello Alberto Vista.

#### 1918
Nell'ultimo anno di guerra, "Piemonte" combatteva ancora sul Piave frazionato in minori unità (squadroni e plotoni con compiti di collegamento, controllo, esplorazione e sicurezza): in particolare poi, nella seconda battaglia del Piave (o battaglia del Solstizio), "Piemonte Reale Cavalleria" inquadrato nella 3ª Brigata di cavalleria, nei giorni dal 15 al 20 giugno, arrestava l'avanzata degli austro-ungarici penetrati nell'ansa di Zenson, quando il tenente Giorgio Benedetti (Medaglia d'Argento) caricando a cavallo un contingente di ungheresi spintisi fino alle Fornaci di Monastier (Treviso) "in cinque giorni di aspra battaglia diede prova di perizia, di rapida iniziativa, di grande valore personale, esercitando un comando superiore al suo grado. Con lo squadrone ai suoi ordini, respinse forti infiltrazioni nemiche in un'ardita azione di contrattacco, liberò una batteria caduta in mano al nemico, conquistò mitragliatrice ed armi di trincea, facendo ingente numero di prigionieri. Durante tutti i combattimenti, sempre alla testa del reparto, fu costante esempio di audacia e sprezzo assoluto del pericolo, dando prova di alte virtù militari."
Il 5º Squadrone infatti, a Meolo (località Losson-Scolo Palombo), aveva ricacciato un "pattuglione" nemico che era riuscito a infiltrarsi nei vuoti della linea della Brigata Sassari e catturato mitragliatrici e cannoncini da trincea nonché 70 austro-ungarici, dapprima con vigorose cariche, poi appiedato espugnando alcune cascine trasformate in centri di resistenza, strappando un "urrah!" agli Arditi del XXVIII Corpo d'armata che cooperavano in quel settore.
Numerose le medaglie assegnate per le azioni nel basso Piave del giugno 1918: d'Argento al capitano Negroni Prati Morosini, ai tenenti Rodolfo Lauri, Fernando Filipponi, Giorgio Benedetti, Pietro Santovetti, Enrico Vitale, Vito Planeta, ai sottotenenti, Piccinati, Berardi e Dei Carcamo; al sergente Umberto Gasparri, ai caporal maggiori Del Col e Grillo, al caporale Strapparola e ai cavalieri Del Prà, Manni, Melisano, Di Leonardo, Blasi (alla memoria), Manzacco, Merucci, Giaccari (alla memoria), campanari e Greco.
In seguito a tali avvenimenti "Piemonte" passava ad operare intensamente nella zona tra Sile e Piave. A fine ottobre del 1918, con le truppe della VIII Armata, prendeva parte al superamento delle Grave di Papadopoli quando nonostante il Piave in piena avesse travolto diverse passerelle usate per il passaggio, gli italiani avanzarono di là dal fiume travolgendo le truppe austriache.
Di seguito, partecipava alla decisiva battaglia di Vittorio Veneto, al termine della quale con due squadroni inseriti nella Colonna celere della 2ª Divisione (davanti alla VI Brigata di cavalleria) si spingeva alla conquista di Portogruaro, San Vito al Tagliamento, e poi San Giorgio di Nogaro e (con una furibonda carica) Cervignano, dove catturava un intero Comando di divisione oltre a ingenti materiali.
E poi altre aliquote del Reggimento si spingevano su Aiello, Terzo e Aquileia. Il 4 novembre, Giorno della Vittoria, infatti, al Corpo di cavalleria era stato comunicato l'ordine del Comando supremo che prevedeva la cessazione delle ostilità alle ore 15:00 imponendo alle divisioni un ultimo sforzo affinché all'ora prefissa venisse raggiunta una linea più avanzata possibile (quella che sarà poi la linea Joanniz-Cervignano-Grado).
Infine "Piemonte" con distaccamento appositamente costituito, raggiungeva, sempre il 4 di novembre, la "bella Trieste" meta a lungo agognata da tutti gli italiani e Fiume il 18 novembre del 1918.
Nella battaglia di Vittorio Veneto sono decorati di medaglia d'argento al valor militare: il colonnello Pio Angelini, il tenente colonnello Roberto Pucci, i capitani Filippo Rinaldi e Tito Agosti, i tenenti Fortunato Cilione, Enrico Vitale e Mario Allocatelli e il sergente maggiore Giovanni Ceraldi.

#### Gli aviatori provenienti da Piemonte Reale nella Prima guerra mondiale

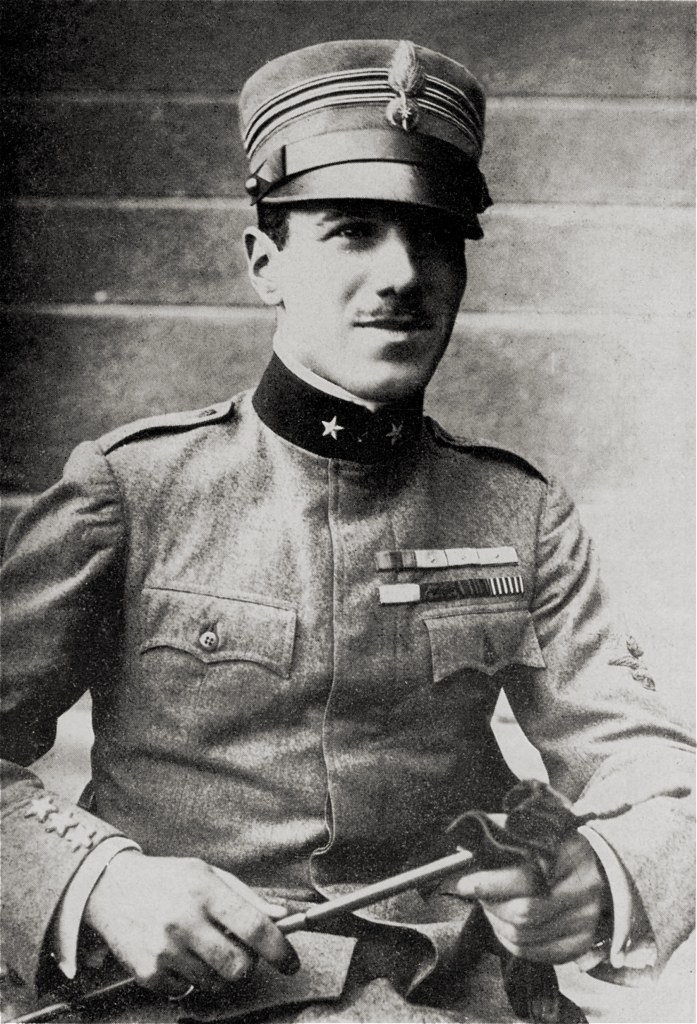
Francesco Baracca pilota

Non va sottaciuto che il Reggimento, nel primo conflitto mondiale ha contribuito con i propri effettivi alla costituzione di unità mitraglieri (si ricordi il tenente mitragliere Francesco Formigli, medaglia d'Argento a Opacchiasella il 1º novembre 1916), di artiglieria (tenente Mario Cenci Bolognetti caduto in combattimento e medaglia d'argento), reparti arditi (ad esempio il capitano Paolo Vivaldi Pasqua dei duchi di San Giovanni del 28º Reparto d'Assalto, medaglia d'argento a Zenson di Piave, il 15 giugno 1918) e, soprattutto, aviatori.
Tra questi ultimi il maggiore Francesco Baracca, Asso degli Assi, caduto il 19 giugno 1918 nel cielo di Montello dopo ben 34 vittorie su altrettanti velivoli nemici e 60 scontri vittoriosi, cui, già prima della morte, fu tributata:
la medaglia d'oro al valor militare con questa motivazione: "Primo pilota da caccia in Italia, campione indiscusso di abilità e di coraggio, sublime affermazione delle virtù italiane di slancio e di audacia, temprato in 63 combattimenti, ha già abbattuto 30 velivoli nemici, 11 dei quali durante le più recenti operazioni. Negli ultimi scontri, torna due volte col proprio apparecchio colpito e danneggiato da proiettili di mitragliatrice." Cielo dell'Isonzo, della Carnia, del Friuli, del Veneto, degli Altipiani, 25 novembre 1916, 11 febbraio, 22 – 25 e 26 ottobre, 6 – 7 – 15 e 23 novembre, 7 dicembre 1917;
e la Croce dell'Ordine Militare di Savoia: "Pilota di meriti eccezionali, già decorato di tre medaglie al valore, costantemente dedica l'assidua opera sua alla riuscita di brillanti azioni aeree. Il 26 aprile 1917 in fiero e accanito combattimento con rara abilità e sommo disprezzo del pericolo, abbatteva un nuovo apparecchio nemico conseguendo così la sua ottava vittoria" - Cielo carsico 26 aprile 1917"
Di seguito i nomi di alcuni dei preminenti Aviatori provenienti dai ranghi di Piemonte Reale e le motivazioni delle ricompense loro concesse:
- Capitano Carignani conte di Valloria Edoardo da Torino, Battaglione Squadriglie Aviatori, 2 medaglie d'argento, la motivazione di una delle quali recita: “Arditissimo pilota di aeroplano, dette numerose prove di intelligente audacia, compiendo sul nemico bombardamenti e ricognizioni aeree del più alto interesse, noncurante sempre dell'aggiustato tiro degli antiaerei avversari. Sostenne pure numerosi combattimenti aerei con apparecchi nemici, attaccando egli stesso con fredda e mirabile audacia.” - Altipiano Carsico, 10 luglio 1915 – 20 marzo 1916
- il già citato tenente Baracca Francesco da Lugo di Romagna (Ravenna), Btg. Squadriglie Aviatori, 2 medaglie d'argento:

“Nell'occasione di una incursione aerea nemica, addetto al pilotaggio di un aeroplano da caccia, con mirabile sprezzo del pericolo, arditamente affrontava un potente aeroplano nemico e, dando prova di alta perizia aviatoria e di gran sangue freddo ripetutamente lo colpiva con il fuoco della propria mitragliatrice fino a causarne la discesa precipitosa nelle nostre linee. Per impedire che gli aviatori nemici distruggessero l'apparecchio appena atterrato, discendeva anch'egli precipitosamente, raggiungendo lo scopo e concorrendo alla pronta cattura dei prigionieri.” - Cielo di Medeuzza (Udine), 7 aprile 1916
“Pilota aviatore, addetto a una squadriglia aeroplani da caccia,con sereno sprezzo di ogni pericolo e grande sangue freddo, dando prova di molta perizia aviatoria, affrontava potenti aeroplani nemici, concorrendo molto efficacemente, con altro nostro apparecchio da caccia, a determinare la caduta di due velivoli avversari, l'uno in territorio nemico fra Bucovina e Panziano, l'altro entro le nostre linee a Creda presso Caporetto.” - Cielo di Gorizia, 23 agosto 1916, Cielo di Caporetto, 16 settembre 1916
- Tenente Hermann Gustavo Enrico da Milano, Pilota Aviatore, medaglia d'argento: “Pilota di aeroplano di non comune perizia e di singolare ardimento, prese parte a numerose operazioni aviatorie di guerra, riportando brillanti successi. La sua carriera, ricca di lusinghiere promesse, venne spezzata dalla morte, che incontrò, cadendo da grande altezza, nell'adempimento del suo dovere.” - Carso – Tolmino – Lubiana - Oleis, settembre 1915 - maggio 1916
- Capitano Palma di Cesnola Giulio da Torino, Battaglione Squadriglie Aviatori, 2 medaglie d'argento e 3 di bronzo. La prima medaglia d'argento in quanto: “Pilota d'aeroplano da bombardamento, dando nobile esempio di slancio, di sentimento del dovere e di singolare audacia, ha compiuto difficili, ardui bombardamenti, navigando spesso a basse quote per meglio precisare e colpire l'obiettivo, nonostante l'intensa difesa antiaerea opposta dal nemico, e ritornando spesso con il velivolo colpito in parti di vitale importanza da proietti avversari.” - Trentino - Carsia Giulia, ottobre – agosto 1916
- Tenente Armati Fernando da Velletri (Roma), 121ª Squadriglia Aeroplani, medaglia d'argento: “Ardito pilota d'aeroplano, in numerosi voli di guerra fu spesso volontario nelle più arrischiate azioni. Durante una ricognizione lontana fatto segno al vivo fuoco di artiglieria nemica e attaccato da due apparecchi da caccia, quantunque senza scorta sostenne combattimento conducendo a termine il compito affidatogli pur avendo l'apparecchio danneggiato in varie parti. Instancabile, in una sola giornata compì due ricognizioni da bombardamento e mitragliatrice di truppe, riportando l'elica rotta e l'apparecchio danneggiato e contribuendo con efficacia all'avanzata vittoriosa delle nostre fanterie.” - Cielo di Lavis e Trento, 1 novembre 1917; Cielo di Asiago e val Frenzela, 28 gennaio 1918
- Tenente Salazar Tommaso da Roma, 14º Gruppo Aeroplani, medaglia d'argento: “Pilota ardito ed entusiasta su di un Caproni, eseguì ripetutamente per sua volontaria esibizione, voli di bombardamento attraverso notevoli difficoltà opposte dall'atmosfera e dal tiro antiaereo nemico, tornando più volte con l'apparecchio colpito. In una di tali azioni, pur avendo avuto in parte troncati i comandi di timone e la fusoliera di sinistra sfondata dal fuoco avversario, con sereno ardimento proseguiva nel cielo della battaglia, tra l'infuriare del tiro antiaereo, sino al lontano obiettivo. Al ritorno, colpito nuovamente nella carlinga ed in pieno, avuto una manetta del gas asportata, e ferito egli stesso ad una mano, con sprezzo del pericolo giungeva a riportare al campo di partenza il proprio apparecchio.” - Trentino , Cadore, Pramaggiore, 28 marzo – 24 giugno 1918

E poi ancora; il capitano Giuseppe Veggi di Castelletto, il capitano Pierino Negrotto Cambiaso, i tenenti Antonio Aimone, Costantino Bobbio, Guglielmo Haas, Orsini, Mora, Oddo Fileti, Reina, Tomassetti, Villa. I sSottotenenti Sergardi Biringucci e Cenci Bolognetti; i sergenti Addone Del Citerno e Pagnotta e i due cavalieri semplici Manzolini e Merlin.

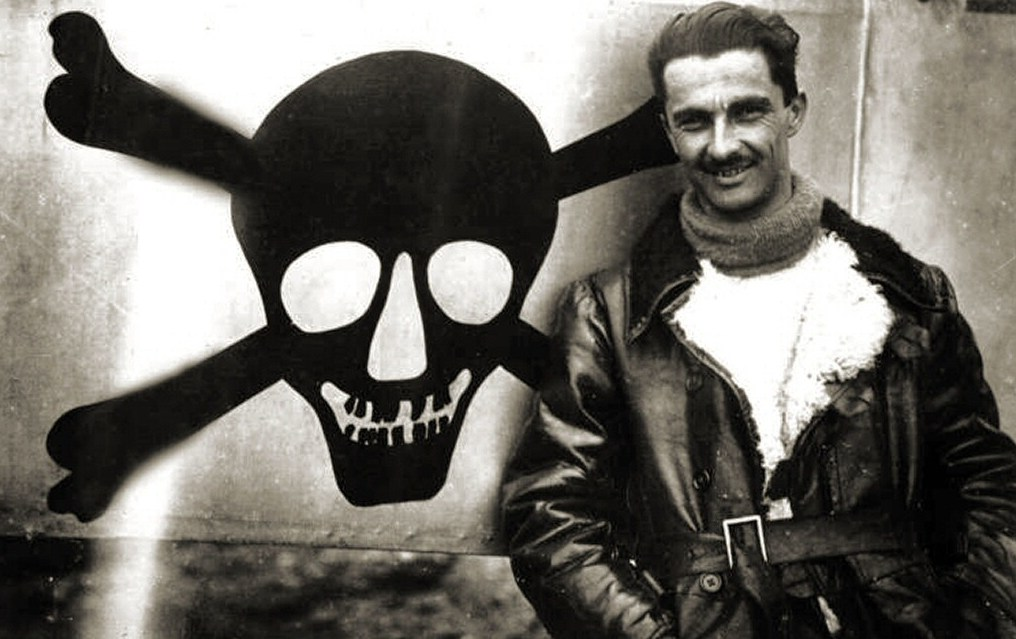
Fulco Ruffo di Calabria e il suo simbolo di guerra

Menzione a parte merita il Capitano Fulco Antonio Ruffo di Calabria, che subentrato a Baracca al Comando della celeberrima 91ª Squadriglia sarà assegnato nello stesso Piemonte Reale dopo la Grande Guerra carico di onori tra cui spiccano: il Cavalierato dell'Ordine militare di Savoia con questa motivazione: «Capitano di Complemento di Cavalleria (Corpo Aeronautico Militare) - Dall'inizio della guerra in ininterrotto servizio come pilota, come comandante di una Squadriglia da caccia, come comandante di un Gruppo di Squadriglie da caccia, ha reso all'esercito infiniti preziosi servizi. Animato dal più raro amore di Patria, eletto esempio sempre ai suoi dipendenti, esecutore ed organizzatore esemplare, ha saputo con l'instancabile sua attività ottenere dai mezzi messi al suo comando il più completo rendimento. Nobile esempio come sempre di valore individuale, ha abbattuto nell'ultimo periodo di guerra 7 apparecchi nemici. 1915/1918 - 10 settembre 1918» — R.D. n° 107 del 17 maggio 1919; e poi la medaglia d'oro al valor militare in quanto: «Capitano di Complemento di Cavalleria (Aeronautica d'Armata, Comandante del 17º Gruppo da Caccia). Dotato di elette virtù militari, pilota da caccia d’insuperabile ardire, provato in ben cinquantatré scontri aerei, con spirito di sacrificio pari al suo valore, continuò a cercare la vittoria ovunque la poteva trovare. In due mesi fece precipitare quattro apparecchi avversari sotto i suoi colpi sicuri. Il 20 luglio 1917, con incredibile audacia assaliva da solo una squadriglia compatta di cinque velivoli, ne abbatteva due e fugava i superstiti. Mirabile esempio ai valorosi. Cielo di Castagnevizza, 14 luglio - Cielo di Tolmino, 17 luglio - Cielo di Nova Vas, 20 luglio 1917.» — R.L. del 5 maggio 1918.
Senza contare 2 medaglie d'argento al valor militare, altre quattro di bronzo e una croce di guerra.
Così si vede quanto il Reggimento di Piemonte, pur non ricevendo nella Grande Guerra la decorazione allo stendardo che avrebbe meritato (principalmente a motivo di regole astruse e farraginose, volute e imposte da certi ambienti monarchici particolarmente ottusi i quali preferirono premiare i reparti impiegati compattamente/unitariamente piuttosto del pari se non superiore valore di chi operava distaccato o "frazionato") tuttavia contribuì largamente alla concessione (motu proprio) da parte del Re d'Italia della medaglia d'oro al valor militare a tutta l'Arma di Cavalleria: "In 41 mesi di guerra diede mirabile esempio di abnegazione e sacrificio, prodigandosi nei vari campi della cruenta lotta. Rinnovò a cavallo i fasti della sua più nobile tradizione; emulò, appiedata, fanti, artiglieri, e bombardieri; fornì per i duri cimenti dell'aria piloti di rara perizia e singolare eroismo. Maggio 1915 - novembre 1918".

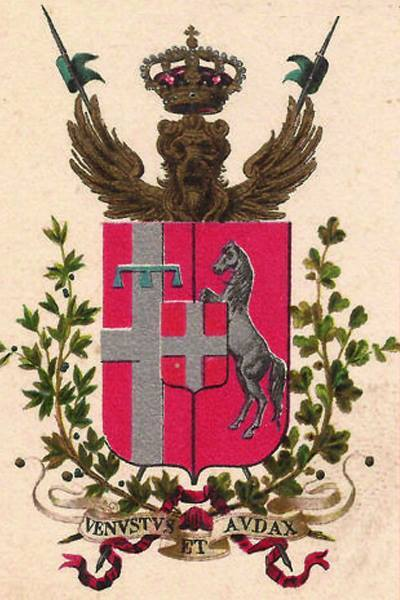
Stemma Araldico di Piemonte Reale Cavalleria concesso nel 1919 (immagine tratta da copertina di calendario reggimentale)

### L'Impresa di Fiume
Da poco terminata la Grande Guerra, il 2º Squadrone in seguito a ordine della 54ª Divisione, muove da Volosca (ove si era attestato a supporto della commissione di verifica della linea d'armistizio) il 17 novembre del 1918 e, con elementi della Brigata Granatieri e una squadriglia di autoblindo, occupa Fiume senza incontrare resistenza, ma anzi con entusiastica accoglienza della popolazione.
Il 20 esso viene raggiunto dal 4º Squadrone e poi dal Comando di Reggimento. Entro il 22 tutta la zona circostante è occupata da truppe italiane ma si scatena l'opposizione croata e gli Alleati, contrari anch'essi alla dominazione italiana, inviano un Corpo interalleato di occupazione.
L'anno successivo tra il 23 e il 26 aprile accadono due importanti eventi: dapprima gli Alleati a Versailles si oppongono all'annessione, poi il Consiglio Nazionale di Fiume vota autonomamente l'annessione al Regno d'Italia.
Ne conseguono gravi incidenti anche fra truppe italiane e quelli di altri contingenti. A settembre, il Comando Supremo ordina che il presidio della zona di Fiume sia d'urgenza ridotto alla sola brigata "Regina", con un battaglione in città e gli altri lungo la linea armistiziale. Ma la propaganda nazionalista, favorita dall'alto per un lungo periodo, ha lasciato tracce nelle menti di militari di ogni grado.
"In una situazione così fluida è facile il successo della congiura nata in un gruppo di ufficiali della brigata "Granatieri", poi estesa a Gabriele D'Annunzio ed ai capi del battaglione volontari Fiumani".

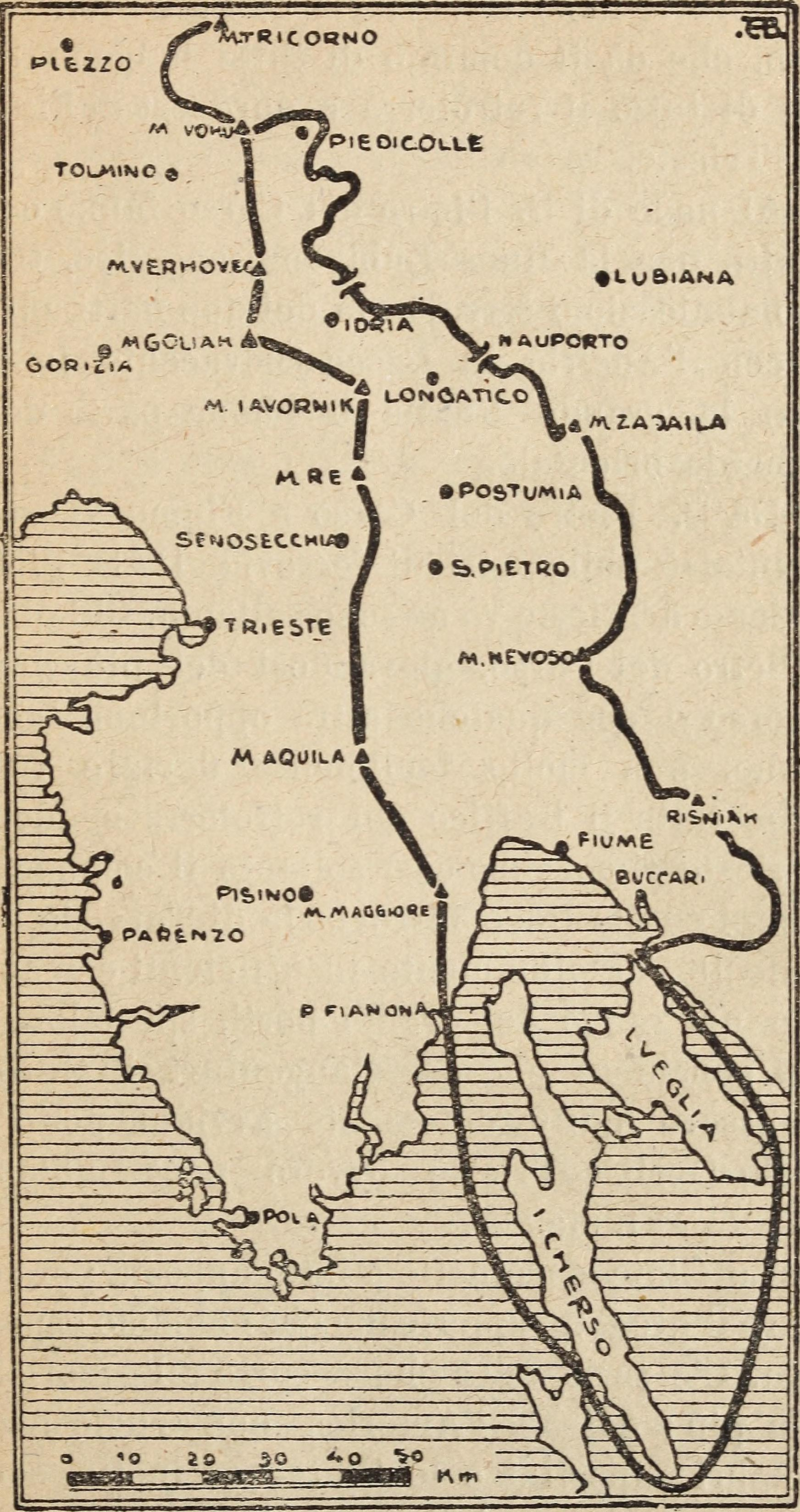
La questione di Fiume in una carta del 1920

Il 12 settembre 1919, il poeta ed eroe di guerra, Tenente Colonnello Gabriele D'Annunzio (che pure aveva pronunciato l'elogio funebre in morte di Francesco Baracca), marcia da Ronchi per occupare Fiume: in città "centocinquanta volontari Fiumani sono i primi a muoversi nella notte uscendo da Fiume verso ovest dove si incontrano con una ventina di Ufficiali e circa duecento uomini di truppa appartenenti al I e al II battaglione del 2º Granatieri, partiti da Ronchi e da Monfalcone agli ordini del maggiore Reina. Alla testa della colonna si pone D'Annunzio. Al passaggio della colonna dannunziana per Castelnuovo si uniscono ad essa cinque ufficiali e trenta militari di truppa della IV squadriglia autoblindomitragliatrici con cinque mezzi, a Castua raggiunge gli insorti il tenente colonnello Repetto, Comandante del III Gruppo d'assalto. Il suo esempio è subito seguito da quasi tutto l'VIII reparto d'assalto, con alla testa il maggiore Nunziante, con otto ufficiali e 250 arditi, e dalla II compagnia del XXII reparto d'assalto, schierata allo sbarramento di Cantrida.
Il III gruppo d'assalto era giunto nella zona da pochi giorni, ma qualche contatto con Fiume era già stato stabilito dall'VIII reparto d'assalto, che fu il più compatto nella secessione.
In questa stessa giornata giungono a Fiume in totale circa sessanta ufficiali e mille fra sottufficiali, graduati e soldati; si presentano inoltre al comando di D'Annunzio diversi ufficiali di altri reparti, in gran parte già congedati. 
Fra i primi, oltre i granatieri di Ronchi, entrano in Fiume, l'8º reparto di assalto al completo con il suo comandante maggiore Nunziante e gli ufficiali capitano Sessa Michele, tenenti: Machinè, Tuttoilmondo, Cornaglia, Menicucci, Cipri, Spada, Narbona e altri; alcune compagnie del 22º reparto d'assalto con il capitano Sbacchi, Tenenti Donati, Carpinelli, Tonacci, Bonanni, Mazzoni, Bellia, De Marchi; una compagnia del 13º reparto d'assalto al comando del tenente Ettore Frignani; un battaglione del 202º reggimento fanteria (Brigata Sesia); le autoblindate del tenente Benagli e del tenente Ranci; il 5º Squadrone del Piemonte Reale al comando del capitano Flores il quale contravvenendo agli ordini del maggior generale Pittaluga, a capo del Corpo multinazionale di occupazione, lo stesso giorno 12 aveva disertato per unirsi ai Granatieri "ribelli", anziché intercettarli per impedirne l'ingresso in città, dedicandosi a quella che sarebbe stata definita come l'impresa di Fiume.
Lo squadrone entrava quindi a Fiume seguito, poi, da altri "Uscocchi" di "Piemonte"(così talvolta chiamava D'Annunzio i suoi seguaci dai tempi della Beffa di Buccari) contribuendo alla costituzione del reparto di Cavalleria delle Forze Armate Fiumane sotto la Reggenza italiana del Carnaro.
Siamo trenta d'una sorte,
e trentuno con la morte.
[...]
Siamo trenta su tre gusci,
su tre tavole di ponte:
secco fegato, cuor duro,
cuoia dure, dura fronte,
mani macchine armi pronte,
e la morte a paro a paro.
[...] Dentro i covi degli Uscocchi
sta la bora e ci dà posa.
Abbiam Cherso per mezzana,
abbiam Veglia per isposa,
e la parentela ossosa
tutta a nozze di corsaro.
[...] (da Gabriele D'Annunzio, La Canzone del Quarnaro)
Se il 26 settembre 1919 "Piemonte Reale" tornava dopo quattro anni nella guarnigione romana della Caserma del "Macao", il 5º Squadrone sarebbe invece rientrato l'11 gennaio del 1921.
Dopo una serie di lunghe ed estenuanti trattative diplomatiche e di drammatiche vicende di sangue, Fiume venne annessa all'Italia con la firma di un patto a Roma solo il 27 gennaio 1924.

### La Seconda guerra mondiale
Lo scoppio della seconda guerra mondiale vedeva in linea generale le forze armate italiane notevolmente distanziate sul piano tecnologico rispetto agli eserciti alleati.
In particolare l'arma di cavalleria, afflitta da mille remore conservatrici che nel ventennio tra le due guerre ne impedirono la meccanizzazione, entrava in guerra con le proprie unità ancora "a cavallo", cioè con armamento, addestramento, ordinamento e capacità complessive del tutto inadeguate rispetto alle esigenze della guerra meccanizzata. Con l'esclusione di alcuni reparti corazzati che vennero costituiti nei primi anni di guerra e impiegati autonomamente distaccati dai reggimenti cui solo nominalmente appartenevano, il grosso della cavalleria preferì conservare le proprie caratteristiche tradizionali benché ormai fosse chiaro a tutti che erano del tutto obsolete. La riconversione di un paio di reggimenti di cavalleria in unità corazzate avvenne infatti con incolmabile ritardo e non poterono risultare impiegabili se non agli inizi del 1943. Purtroppo Piemonte fu fra i reggimenti di cavalleria che conservarono la fisionomia a cavallo per l’intero secondo conflitto mondiale e si presentó all’appuntamento in splendida forma ma del tutto inadeguato ai tempi
Nella seconda guerra mondiale, il Reggimento è inquadrato nella 2ª Divisione celere "Emanuele Filiberto Testa di Ferro" con cui partecipa all'invasione della Jugoslavia (6-17 aprile 1941) e successivamente a operazioni di controguerriglia in Croazia (Bihac, Karlovac, Prijeboj, Plitvice, Slunj, Urbovsko, Josipdol, Rakovica, Plaski) fino al 26 giugno 1942.
Sempre con la Seconda Divisione Celere, viene ridislocato in Francia, ove resta fino al 13 novembre 1942, per la difesa costiera e a presidio delle località di Antibes, Théoule, Tolone, Nizza, Colle Noire, Tanneron.

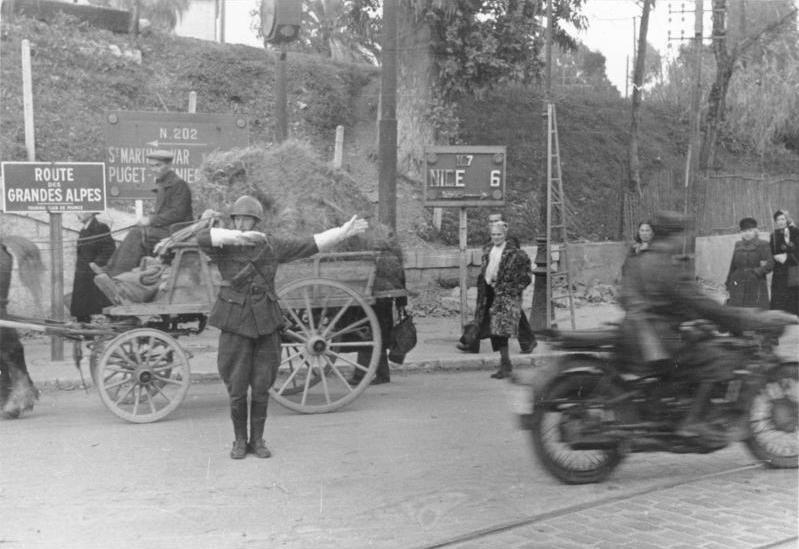
Truppe di Cavalleria a Nizza 1942

Nel 1943 raggiunge Venaria Reale, viene posto agli ordini del Comando Difesa Territoriale di Torino e viene rinforzato da un Gruppo del 134º reggimento artiglieria e da reparti di bersaglieri ciclisti e carristi.
Dall'8 al 12 settembre si oppone alle truppe tedesche che muovono su Torino, operando tra Nichelino, Cambiano, Caraglio, Villafalletto, Savigliano. Qui dopo una carica del 1º squadrone, nei pressi del campo d'aviazione di Savigliano, per ordine superiore, messo in salvo lo Stendardo, si scioglie il 12 settembre.
Distribuite le ultime scorte viveri e i pochi soldi rimasti nelle casse reggimentali tra gli effettivi, lasciando a ciascuno l'equipaggiamento e le armi individuali, molti Cavalieri riescono a superare le linee ed i posti di blocco tedeschi facendo ritorno alle proprie case, alcuni si uniscono alle nascenti formazioni partigiane, ma un certo numero finisce però nelle retate tedesche e poi nei campi di prigionia in Germania.
Muoiono nei Campi d'internamento almeno ventitré Cavalieri di Piemonte.
Del loro sacrificio è chiaro esempio il caporal maggiore Enea Zanoli, medaglia d'argento al valor militare alla memoria con questa motivazione: "Subito dopo l'armistizio prodigava ogni sua attività nella lotta di liberazione. Organizzatore capace, ardimentoso ed instancabile, forniva alla causa servizi vivamente apprezzabili. Tratto in arresto, interrogato e brutalmente seviziato, manteneva fiero ed esemplare contegno, nulla rivelando. Veniva impiccato in modo barbaro dalla Gestapo tedesca e prima che il cappio si chiudesse trovava la forza di gridare VIVA L'ITALIA. (San Giacomo di Roncole - Mirandola, 30 settembre 1944)

### Dal 1946 a oggi
L'Unità si ricostituisce nel dopoguerra a Merano nel 1946 come Gruppo Esplorante Divisionale “2° Cavalieri” e, trasferito a Firenze, nel 1947, come “2º Reggimento di Cavalleria Blindata” il 15 maggio del 1949.
Nei primi anni 1950 un suo Squadrone blindato è dislocato in Somalia nell'ambito del Corpo militare dell'AFIS (Amministrazione Fiduciaria Italiana della Somalia).
Riacquista ufficialmente nel 1958 la denominazione tradizionale di “Piemonte Cavalleria” (2°), mantenendo inalterato così nei tre secoli di storia l'appellativo e la qualifica di "Cavaliere" che caratterizzano il Corpo.

Tale resta sino al 1º ottobre 1975 quando con la ristrutturazione dell'Esercito si scioglie per costituire il 2º Gruppo Squadroni Meccanizzato "Piemonte Cavalleria" in Villa Opicina ed il 9º Gruppo Squadroni Carri "Lancieri di Firenze" a Cervignano.
Proprio nel 1975 Piemonte passa alle dipendenze della neo-costituita Brigata Corazzata "Vittorio Veneto" (con comando a Trieste e a sua volta dipendente dalla Divisione meccanizzata "Folgore") Grande Unità elementare posta a difesa della Soglia di Gorizia contro un'eventuale invasione del Patto di Varsavia. In tale caso, Piemonte e le altre unità della Brigata avrebbero combattuto ad oltranza per arginare e rallentare la penetrazione nemica, dando il tempo alle altre unità dell'Esercito di approntarsi e organizzarsi a difesa.
Anche il reggimento è impiegato nelle operazioni di soccorso delle popolazioni colpite dal terremoto del Friuli nel 1976, quando il 6 maggio una serie di scosse, con epicentro in Monte S. Simeone, distruggono Gemona, Tarcento, Tricesimo, Venzone, Colloredo di Monte Albano, Buja, Tolmezzo, Bordano e parte dell'Alto Friuli.
In tale evenienza, i Cavalieri di Piemonte operano con altruismo e altissimo senso del dovere, guadagnando al loro Stendardo la più recente decorazione: la Medaglia di Bronzo al Valore dell'Esercito. Rammenta la motivazione che anche Piemonte Cavalleria: "al verificarsi del grave terremoto che colpiva il Friuli, interveniva tempestivamente con uomini e con mezzi in soccorso alle popolazioni duramente colpite operando con coraggio ed abnegazione e profondendo tutte le energie, dava un validissimo ed efficace aiuto ai sinistrati, contribuendo a ridurre i danni del tragico evento. L'opera svolta ha riscosso l'apprezzamento delle Autorità e la riconoscenza delle popolazioni soccorse, rafforzando il prestigio dell'Esercito. Friuli, 6-15 maggio 1976".
Con lo scioglimento della Brigata meccanizzata Vittorio Veneto nel 1991, Piemonte passa alle dipendenze della Brigata corazzata "Pozzuolo del Friuli" e da Gruppo Squadroni riassume il rango reggimentale ricevendo in dotazione le nuove blindo "Centauro" ed assumendo la fisionomia organica di unità esplorante.
Dal 1992 al 1997 partecipa, con carattere di periodicità, all'“Operazione Vespri siciliani”.
Nei mesi di maggio e giugno 1999 è impiegato in Ungheria per lo svolgimento di importanti manovre ed esercitazioni congiunte con altri reparti.
Dal gennaio 2000 concorre periodicamente, in collaborazione con le Forze dell'Ordine, al controllo del territorio in Puglia, Campania e Sicilia nell'operazione “Santa Barbara”.
Nel periodo maggio-giugno 2000 partecipa a esercitazioni congiunte con altri reparti in Polonia.

Da luglio a novembre 2000 e da marzo ad agosto 2001, fornisce uno squadrone di volontari in ferma annuale nell'operazione “Stabilisation Force” per il mantenimento della pace in Bosnia.
Gli attentati terroristici dell'11 settembre 2001 coinvolgono il Reggimento nell'operazione di Homeland Security denominata “Domino”: Piemonte, articolato in raggruppamento e con la quasi totalità dei suoi effettivi, sorveglia, nei periodi marzo-maggio 2002, novembre 2003 – giugno 2004 e ottobre 2005 – aprile 2006, diversi obbiettivi sensibili del nord-est Italia.

EUTM Mali

Il 26 ottobre 2004, nel corso delle celebrazioni per il 50º anniversario del ritorno in Trieste all'Italia, al Reggimento viene conferita dal Comune triestino la Cittadinanza Onoraria.
Nel 2005 partecipa con un plotone di volontari in ferma breve all'“Operazione Antica Babilonia” in Iraq.
Dal 2006, Ufficiali, Sottufficiali Graduati e militari di Truppa del Reggimento partecipano con carattere di periodicità, ad operazioni sul territorio nazionale (soprattutto l'Operazione Strade Sicure) ed all'estero (Operazione Leonte in Libano e più di recente (2015) la missione addestrativa EUTM sotto egida dell'UE a favore dei militari del Mali).
Dal 1° di ottobre 2014 è alle dipendenze della Brigata alpina "Julia".
Nel 2015 (ambito Op. Strade Sicure) partecipa con i suoi effettivi alla costituzione del "dispositivo di sicurezza" per l'evento Esposizione Universale di Milano (Expo 2015), operando al contempo lungo il confine Nord-orientale d'Italia e , come sopra ricordato, all'estero nella missione addestrativa EUTM in Mali
Analogamente nel 2016, partecipa col proprio personale, a Roma, al dispositivo per l'esigenza connessa al Giubileo c.d. della Misericordia.

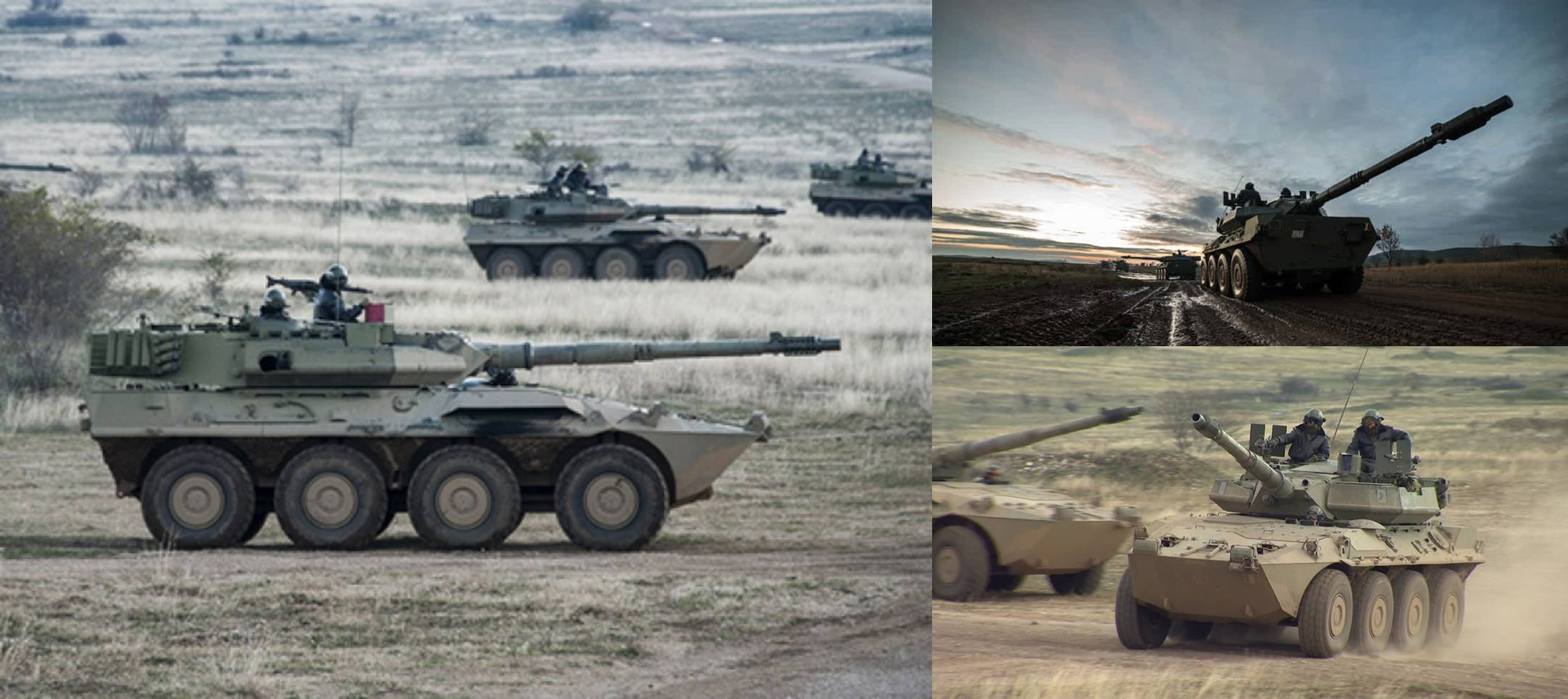
Mezzi blindati di Piemonte Cavalleria durante l'esercitazione 'Clever Ferret 2017' (Varpalota, Ungheria)

Nel 2017 è impiegato ancora nel dispositivo Strade Sicure in particolare a presidio di obiettivi sensibili a Chiomonte e Val Susa come anche sulle piazze di Roma e Trieste. Nello stesso anno, il Reggimento distacca propri elementi ancora una volta in Mali per l'European Union Training Mission ed è impegnato in un'importante attività addestrativa in Ungheria (Esercitazione Clever Ferret 2017 nel poligono di Varpalota) dove con il 7 Reggimento Alpini opera insieme alle forze ungheresi e slovene della "Multinational Land Force" in attività mai realizzate prima in forma congiunta.

## Reggimento cittadino onorario di Trieste
Sotto l'egida del 90º comandante, colonnello Gesildo Tarquini, e del sindaco pro tempore Roberto Dipiazza, il 26 ottobre 2004, nel corso delle celebrazioni per il 50º anniversario del ritorno in Trieste all'Italia, il Comune di Trieste ha concesso a Piemonte Cavalleria la "Cittadinanza Onoraria" con la seguente motivazione:
"Per il grande valore storico di un Corpo che ha annoverato tra i suoi quadri, Ufficiali, Sottufficiali e Militari di Truppa di origini triestine; nonché per il solido e profondo legame che lo unisce alla città di Trieste, di cui ha contribuito ad incrementare il prestigio interno ed esterno con i suoi compiti di supporto nelle missioni internazionali di pace e di collaborazione con le altre Forze Armate straniere".

## Reggimento cittadino onorario di Quadri (CH)
Il 26 maggio 2022, il sindaco della città di Quadri, Arch. Assunta FAGNILLI, conferisce al Reggimento la cittadinanza onoraria con la seguente motivazione:
"Per l'immenso valore storico di uno dei Corpi più prestigiosi dell'Esercito Italiano, che ha annoverato tra i suoi Ufficiali il figlio di questa Comunità, il Tenente Nicola Sebastiano DI BIASE, animo nobile e gentile, "andato avanti". Per il particolare legame con i cittadini quadresi e per i delicati ed importanti compiti logistici di supporto esperiti nelle missioni internazionali di pace e di collaborazione con le altre forze straniere ed europee, distinguendosi per l'elevata professionalità, il grande impegno e la profonda abnegazione".

## Festa del Reggimento

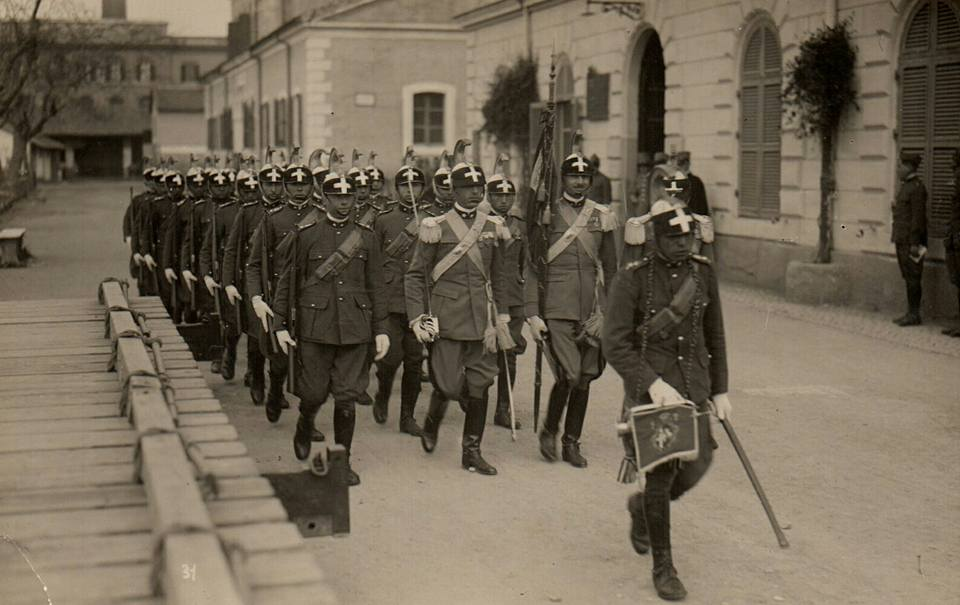
Lo Stendardo di Piemonte Reale alla celebrazione della Sforzesca del 1931

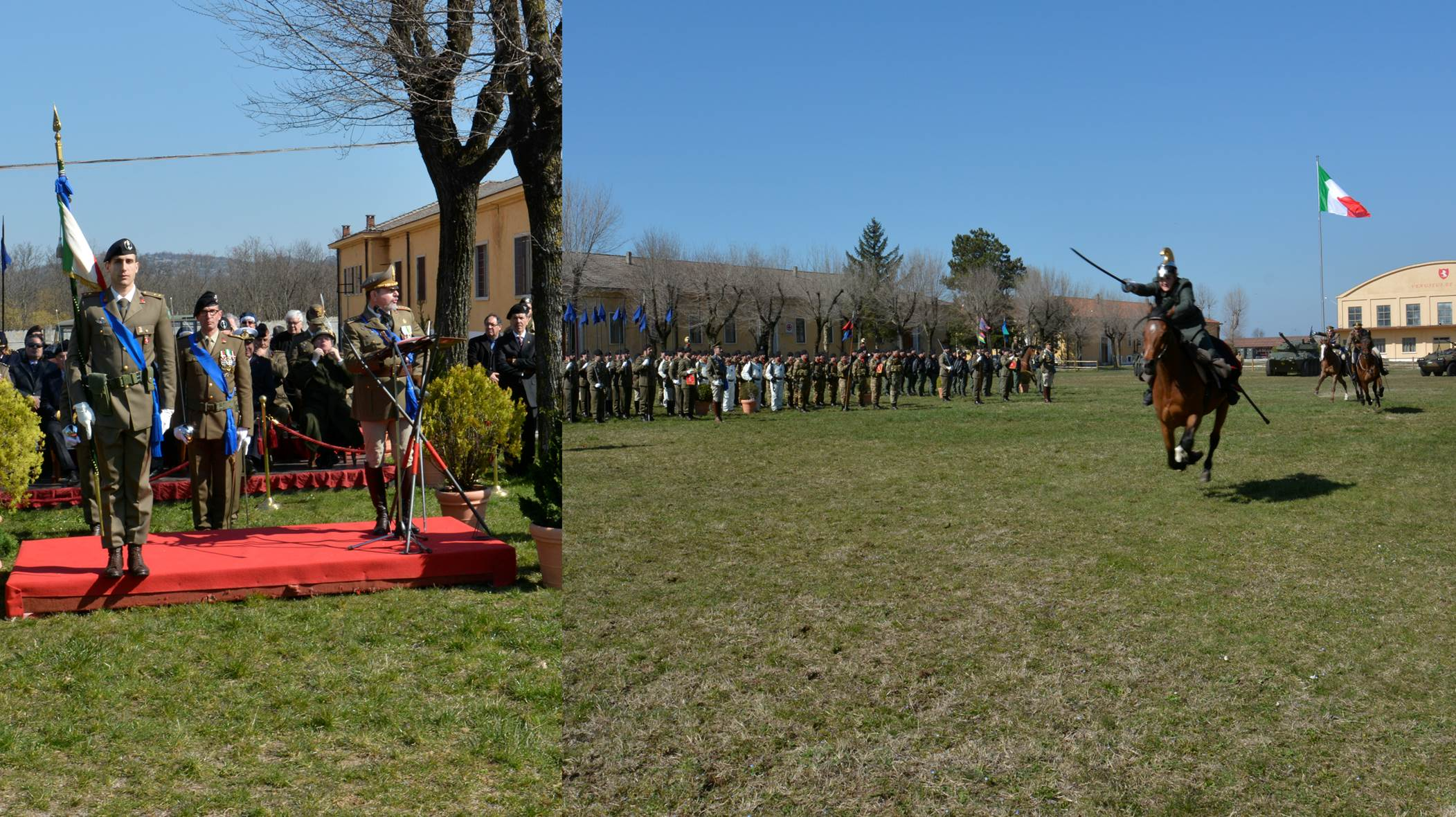
Momenti della celebrazione del Combattimento della Sforzesca, Festa di Corpo di Piemonte Cavalleria (2016)

La Festa del Reggimento (o Festa di Corpo) cade il 21 marzo, anniversario della Sforzesca (1849) ove lo Stendardo ottenne la prima Medaglia d'Argento al Valor Militare.
Dalla sua istituzione questa Festa è sempre stata celebrata con importanti cerimonie militari, concorsi ippici o addirittura con caroselli equestri rievocativi non solo del Fatto d'Arme, ma di tutta la Storia pluricentenaria del Reggimento.
Una curiosità sulla "Sforzesca" e sullo Stendardo di Piemonte Reale nel 1906: il 21 marzo di quell'anno, 57º anniversario del combattimento, viene rinnovato lo Stendardo del Reggimento con un nuovo drappo donato dalla Regina Margherita e Giosuè Carducci firma la seguente epigrafe incisa sul cofano destinato a conservarlo:
“Dalle gloriose reliquie dell'antico Stendardo, che fino al 1866 sventolò in tutte le campagne combattute per l'indipendenza e nel nome dell'Italia, fu rinnovato questo segnacolo del Reggimento Piemonte Reale Cavalleria nel 1906, con gli auspici dell'Augusta Margherita Sabauda prima Regina d'Italia.” “Quod bonum felix faustum forutnatumque sit.”

## I comandanti del Piemonte Cavalleria

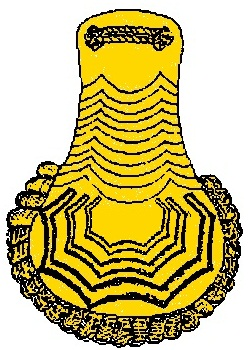
Spallina (Epaulette) da Colonnello per alta Uniforme

Reggimento di Cavalleria “Piemonte Reale”
1. Col. Giacinto Gontery di Cavaglià,
2. Col. Vittorio Piossasco di Virle,
3.	Col. Francesco Filippi,
4.	Col. Renato Rovero di Revello,
5.	Col. Luigi d'Hamezan di Salins,
6.	Col. Giuseppe Lucerna d'Angrogna,
7.	Col. Giulio Ponte,
8.	Col. Ignazio Nomis di Pollone,
9.	Col. Giacinto Rambert,
10.	Col. Giovanni Piossasco di Scalenghe,
11.	Col. Gaspare Galleani d'Agliano,
12.	Col. Luigi della Chieda di Roddi.
4° Dragoni Piemontesi
13.	Col. Giovanni Valperga d'Albaretto.

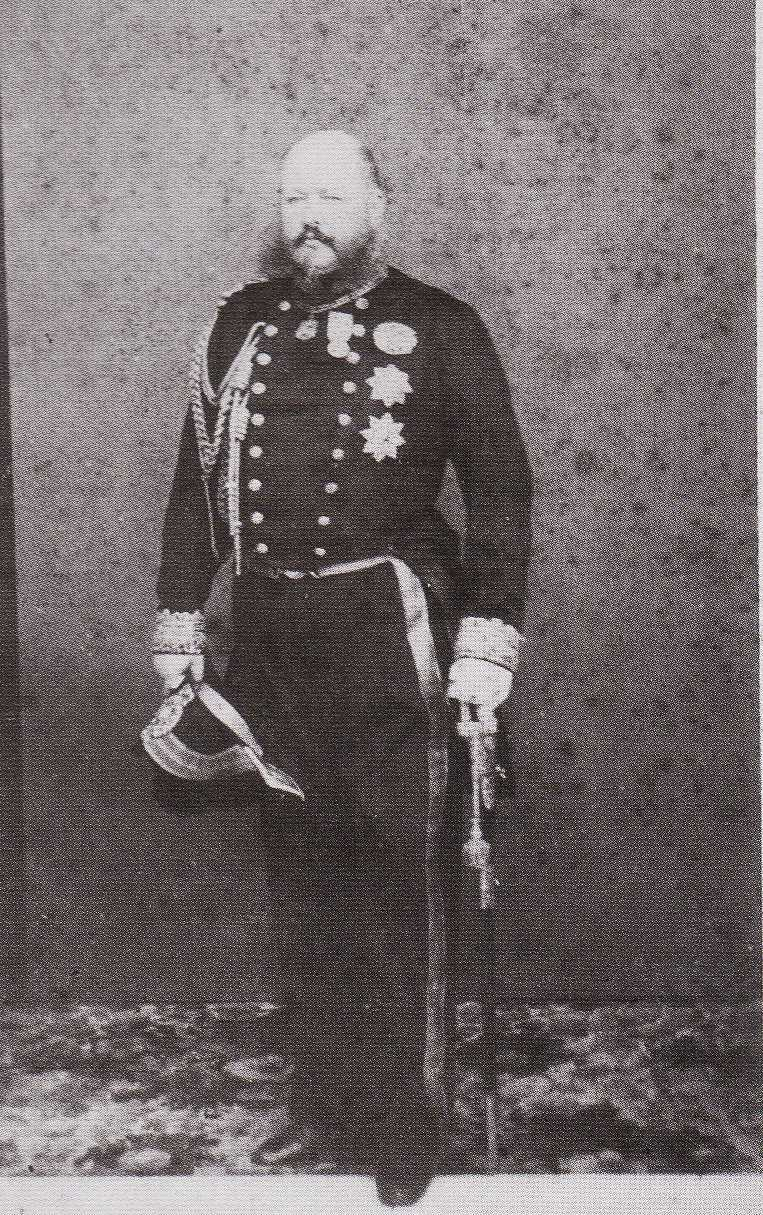
Eugenio di Savoia Villafranca, Principe di Carignano

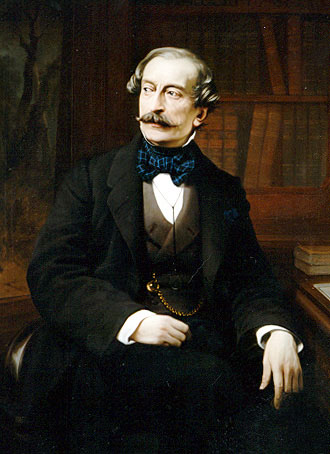
Massimo d'Azeglio

Rodolfo Gabrielli di Montevecchio

Reggimento “Piemonte Reale Cavalleria”
14.	Col. Carlo Bartolomeo Richelmi di Bovile,
15.	Col. Luigi Arborio Mella,
16.	Col. Angelo Calcamuggi di Monleale,
17.	Col. Felice Cacherano di Bricherasio,
18.	Col. Angelo Olivieri di Vernier,
19.	Col. Bonaventura Morra di Lavriano e della Montà,
20.	Col. Eugenio di Savoia-Villafranca Carignano (comandante onorario),
21.	Col. Federico della Chiesa di Cervignasco,
22.	Col. Giovanni Billiani di Cantoira,
23.	Col. Carlo della Chiesa di Cervignasco,
24.	Col. Massimo Taparelli d'Azeglio (comandante onorario),
25.	Col. Rodolfo Gabrielli di Montevecchio,
26.	Col. Alfonso Gazelli di Rossana,
27.	Col. Luigi Pilo Boyl di Putifigari.
Reggimento “Corazzieri di Piemonte”
28.	Ippolito Cusani Confalonieri.
Reggimento “Piemonte Reale Cavalleria”
29.	Col. Giacinto Manuel di San Giovanni,
30.	Col. Alfonso Galli della Loggia.
2º Reggimento di Cavalleria “Piemonte Reale”
31.	Col. Eugenio Roero di Settime.
Reggimento di Cavalleria “Piemonte Reale”
32.	Col. Luigi Coardi di Bagnasco,
33.	Col. Artemio Seyssel d'Aix di Sommariva,
34.	Col. Fabio Longhi,
35.	Col. Giuseppe La Vista,
36.	Col. Giuseppe Gennari,
37.	Col. Orazio Lorenzi.
Reggimento “Piemonte Reale Cavalleria”(2°)
38.	Col. Paolo Barattieri di San Pietro,
39.	Col. Agostino Olea,
40.	Col. Giulio Merli Miglietti,
41.	Col. Annibale Gatti,
42.	Col. Pompeo Pignatelli di Montecalvo,
43.	Col. Francesco Rossi.
Reggimento “Piemonte Reale Cavalleria”
44.	Col. Pio Angelini,
45.	Col. Cesare Bonati,
46.	Col. Enrico Armando,
47.	Col. Umberto Vaccari,
48.	Col. Pietro Forneris,
49.	Col. Aldo Zanotti,
50.	Col. Mario Marazzani,
51.	Col. Oscar Gritti,
52.	Col. Mario Morelli,
53.	Col. Giuseppe Maria Cavalli.
Gruppo Esplorante 2° Cavalieri (non seguono la numerazione per l'assenza del nome di "Piemonte")
Ten. Col. Fausto Maria Pittarelli,
Ten. Col. Enrico Ravenna,
Ten. Col. Enrico Brescia.
2º Reggimento di Cavalleria Blindata “Piemonte Cavalleria”
54.	Col. Vincenzo Pasquale,
55.	Col. Giorgio Memmo,
56.	Col. Livio Picozzi,
57.	Col. Pompeo Montanarella,
58.	Col. Pietro Carbone,
59.	Col. Ernesto de Landerset,
60.	Col. Mario Alessi.
Reggimento “Piemonte Cavalleria” (2°)
61.	Col. Francesco Ottaviani,
62.	Col. Carlo Francesco Gay,

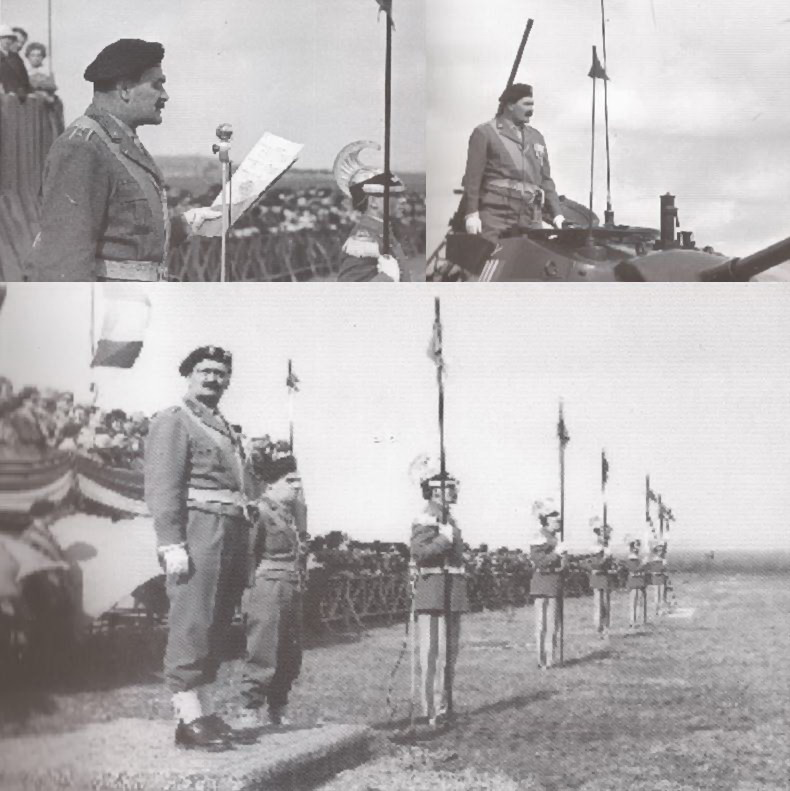
Il 62° Colonnello Comandante di Piemonte Cavalleria, Carlo Francesco Gay durante la celebrazione della Sforzesca

63.	Col. Ildebrando Alfassio Grimaldi di Bellino Lomaglio,
64.	Col. Ermolao Gabelli,
65.	Col. Luciano Fortunato,
66.	Col. Antonio Castagna,
67.	Col. Carlo Romano,
68.	Col. Enrico Facciolla,
69.	Col. Marcello Silenzi,
70.	Col. Renzo Faggion,
71.	Col. Olindo De Sarno,
72.	Col. Filippo Spaziani.
2º Gruppo Squadroni Meccanizzato “Piemonte Cavalleria”
73.	Ten. Col. Albino Beresca,
74.	Ten. Col. Pasquale Vaccari,c
75.	Ten. Col. Pietro Serifio,
76.	Ten. Col. Mario Martemucci,
77.	Ten. Col. Armando Proietti,
78.	Ten. Col. Bernardino De Luca,
79.	Ten. Col. Giuseppe Ficocelli,
80.	Ten. Col. Lorenzo Tantillo,
81.	Ten. Col. Riccardo Trepiccione,
82.	Ten. Col. Raimondo Caria.
2º Reggimento “Piemonte Cavalleria”
83.	Col. Adalberto Manzilli.
Reggimento “Piemonte Cavalleria” (2°)
84.	Col. Giuseppe Ficocelli,
85.	Col. Renzo Ferlat,
86.	Col. Federigo Sozzi,
87.	Ten. Col. Lucio Rossi Beresca,
88.	Col. Luciano Pireddu,
89.	Col. Ottavio Sillitti,
90.	Col. Gesildo Tarquini,
91.	Col. Procolo Lardone,
92.	Col. Antonio De Pascalis,
93.	Col. Luca Andreani,
94.	Col. Alessandro Scano,
95.	Col. Stefano Santoro,
96. 	 Col. Giuseppe Russo
97. 	 Col. Ivano Marotta
98. 	 Col. Sandro Ricci (in carica) 

## Denominazioni del Reggimento

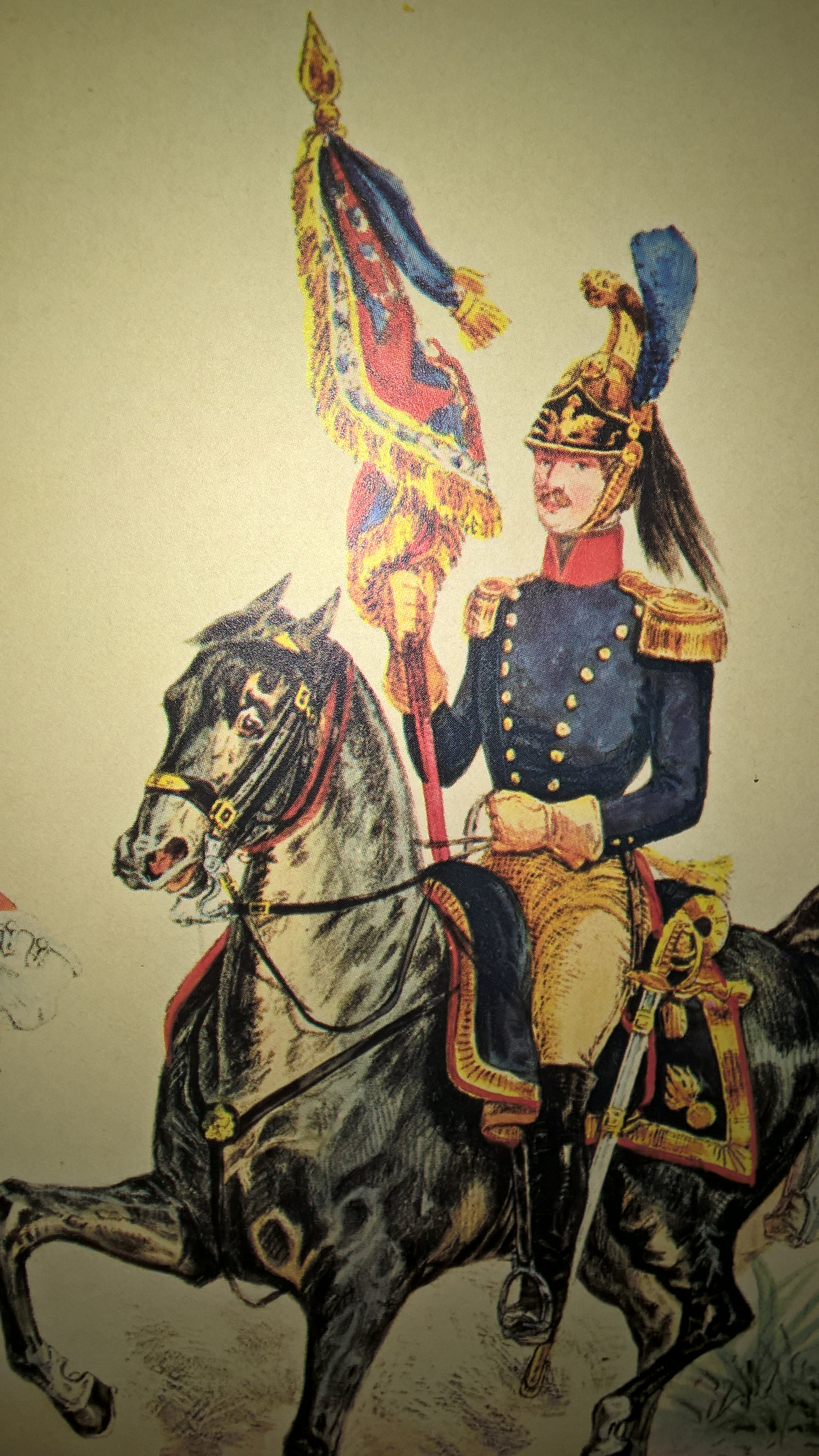
Porta Stendardo di Piemonte Reale, Regno di Carlo Alberto (1827)

- (1691	Squadrone di Piemonte / Reggimento di Cavaglià)
- 1692	Reggimento di Cavalleria “Piemonte Reale” (anche "Piemonte Reale Cavalleria")
- 1798	4º Reggimento di Cavalleria
- 1799	4º Reggimento Dragoni Piemontesi
- 1814	Reggimento “Piemonte Reale Cavalleria”
- 1859	Corazzieri di Piemonte
- 1860	Piemonte Reale Cavalleria
- 1871	2º Reggimento di Cavalleria (Piemonte Reale)
- 1976	Reggimento di Cavalleria “Piemonte Reale” (2°)
- 1897	Reggimento “Piemonte Reale Cavalleria” (2°)
- 1920	Piemonte Reale Cavalleria
- 1946	Gruppo Esplorante “2° Cavalieri”
- 1948	Gruppo Cavalleria Blindata “Piemonte”
- 1949	2º Reggimento Cavalleria Blindata Piemonte Cavalleria
- 1958	Reggimento Piemonte Cavalleria (2°)
- 1975	2º Gruppo Squadroni Meccanizzato Piemonte Cavalleria
- 1991	2º Reggimento Piemonte Cavalleria
- 1992	Reggimento “Piemonte Cavalleria” (2°)

## Guarnigioni dalla fondazione
- 1692 - 1799 Torino e località del Piemonte e della Savoia

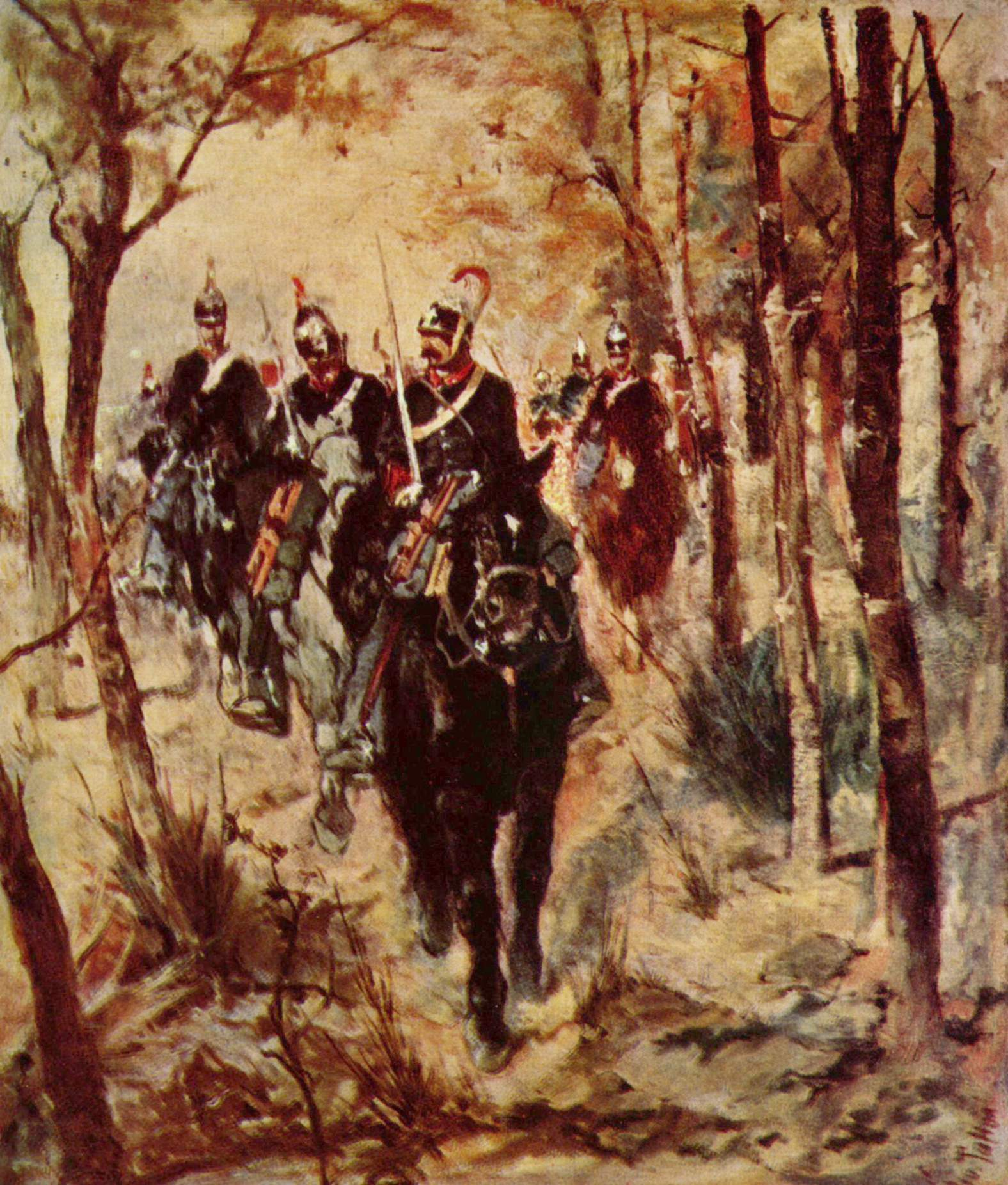
Uniformi per Cavalieri e Dragoni a metà 1800. Quadro: "In perlustrazione" di G. Fattori

- 1860 Caserta
- Uniformi per Cavalieri e Dragoni a metà 1800. Quadro: "In perlustrazione" di G. Fattori1861 Lodi

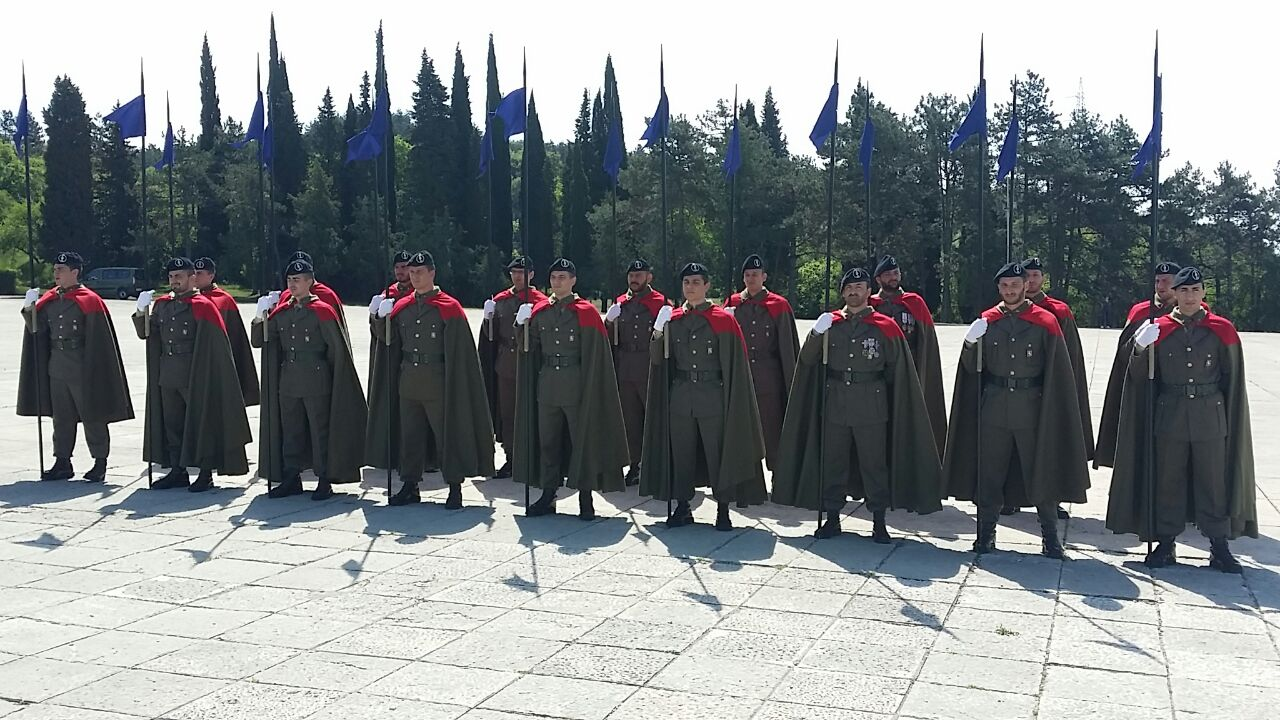
Uniformi di Rappresentanza (2015)

- 1862 Milano
- 1864 Vercelli
- 1866 Bologna
- 1869 Vicenza
- 1874 Caserta
- 1878 Lucca
- 1881 Bologna
- 1884 Vercelli
- 1888 Saluzzo
- 1891 Torino
- 1896 Vercelli
- 1898 Alessandria
- 1902 Brescia
- 1907 Nola
- Uniformi di Rappresentanza (2015)1909 Roma
- 1933 Udine
- 1939 Merano
- 1949 Firenze
- 1956 Trieste
- 1966 Trieste - Villa Opicina

## Simboli

### Il cavallino rampante
La "pezza tradizionale" del Reggimento Piemonte Reale Cavalleria è il puledro allegro o cavallino rampante d'argento in campo rosso. In grammatica araldica, per i cavalli o puledri varrebbe l'aggettivo allegro o spaventato, essendo "rampanti" solo il Leone e i suoi "derivati" fantastici/mitologici. Tuttavia una tacita delega alla regola araldica ammette che quello del Reggimento di Piemonte (e del 4º e 9º Stormo) sia definito rampante per le virtù guerresche delle compagini e di quanti lo illustrarono nei vari conflitti dal 1692 ai nostri tempi. Lo stesso cavallino venne utilizzato dal maggiore medaglia d'oro al valor militare Francesco Baracca sulle fiancate delle carlinghe dei suoi aeroplani durante la Prima guerra mondiale, diventando nero ed iscritto in una nuvola, a partire dal 1917 quando venne costituita la 91ª Squadriglia Aeroplani (la Squadriglia degli Assi), reparto che aveva in dotazione i migliori caccia forniti dall'alleato francese: il Nieuport 17 e alcuni SPAD VII e XIII. Tra la fine del 1916 e l’inizio del 1917, seguendo la nuova consuetudine , sorta fra gli aviatori della I GM mondiale, di apportare segni di riconoscimento al proprio velivolo, Baracca scelse infatti di adottare come simbolo personale, apportando delle varianti quali la grafica e soprattutto la colorazione nera per farlo risaltare maggiormente sulla tela del proprio apparecchio, lo stesso stemma del “Piemonte Cavalleria” quale emblema personale per rivendicare le personali origini militari e l'amore per i cavalli. Lo stesso Francesco, nella lettera alla madre del 27 aprile 1918 , motiva la scelta dell’emblema personale e quello della 91ª Squadriglia, di cui è comandante: “[…] ti manderò presto la mia fotografia a cavallo ed intanto ti invio questa con l'apparecchio e sopra il cavallo, lo stemma del Piemonte Reale. Ora abbiamo adottato come distintivo della squadriglia un grifo, il simbolo dell'ardire e della ferocia: il leone con la testa di falco [...]”. Sebbene il cavallino non appaia sui primi aerei pilotati dall’Asso degli Assi , la prima testimonianza della presenza di un “cavallo scalpitante” sulla carlinga del Nieuport 17 2614 viene riportata in un articolo dell’8 maggio 1917 ne “Il Resto del Carlino”, in riferimento alla 8ª vittoria di Francesco, il 26 aprile 1917 sul Brandenburg C. I 129.17. La prima fotografia di Baracca con, alle sue spalle, il cavallino rampante dipinto sulla fusoliera di un Nieuport 17, fu pubblicata sulla rivista “Il Mondo” del 20 maggio dello stesso anno. Il cavallo passò poi sullo SPAD VII , e successivamente, sullo SPAD XIII , sulla cui livrea fu dipinto su una “nuvoletta” bianca per farlo meglio spiccare sulla colorazione mimetica di questo apparecchio. È ormai provato che il cavallino sia sempre stato nero ; per quanto riguarda il verso della rampata, Francesco lo fece dipingere su entrambi i lati della carlinga, fino alla comparsa del grifo su uno di essi.

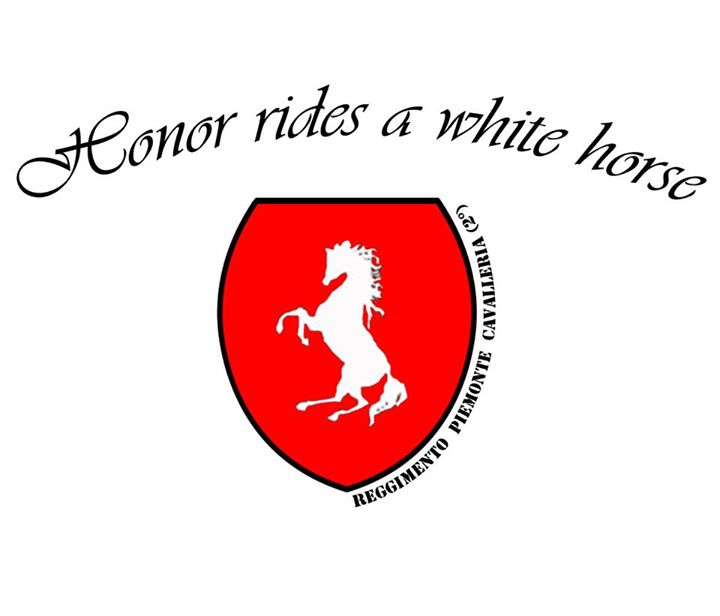
Il Cavallino Rampante di Piemonte Cavalleria

Dalla Squadriglia (inizialmente inquadrata nel 2º Stormo) il simbolo si diffuse alquanto nella specialità Caccia dell'Arma Aeronautica dal momento che quando la 91ª passava alle dipendenze di un nuovo Gruppo/Stormo Caccia quest'ultimo se ne fregiava volentieri utilizzandolo, nelle due versioni argento e nero. Attualmente è simbolo araldico del IX, X e del XII Gruppo Caccia, del 4º Stormo  (il primo Stormo storicamente intitolato a Baracca, ma poi dedicato alla memoria di Amedeo di Savoia Aosta, Stormo che addirittura denominò "Cavallino Rampante" la sua pattuglia acrobatica)  e del 9º Stormo  "Francesco Baracca".
Va ricordato poi che il cavallino rampante è divenuto, con qualche variante, anche il simbolo della Scuderia Ferrari.

Tutto ebbe origine a Ravenna, quando Enzo Ferrari, il 16 giugno 1923, guidando l'Alfa Romeo RL-Targa Florio insieme a Giulio Ramponi, vinse il primo Circuito del Savio, incontrò il conte Enrico Baracca, padre di Francesco, già conosciuto qualche tempo prima a Bologna. Da quel secondo incontro, come lo stesso Ferrari scrive il 3 luglio 1985 allo storico lughese Giovanni Manzoni, nacque quello successivo con la madre, contessa Paolina Biancoli.

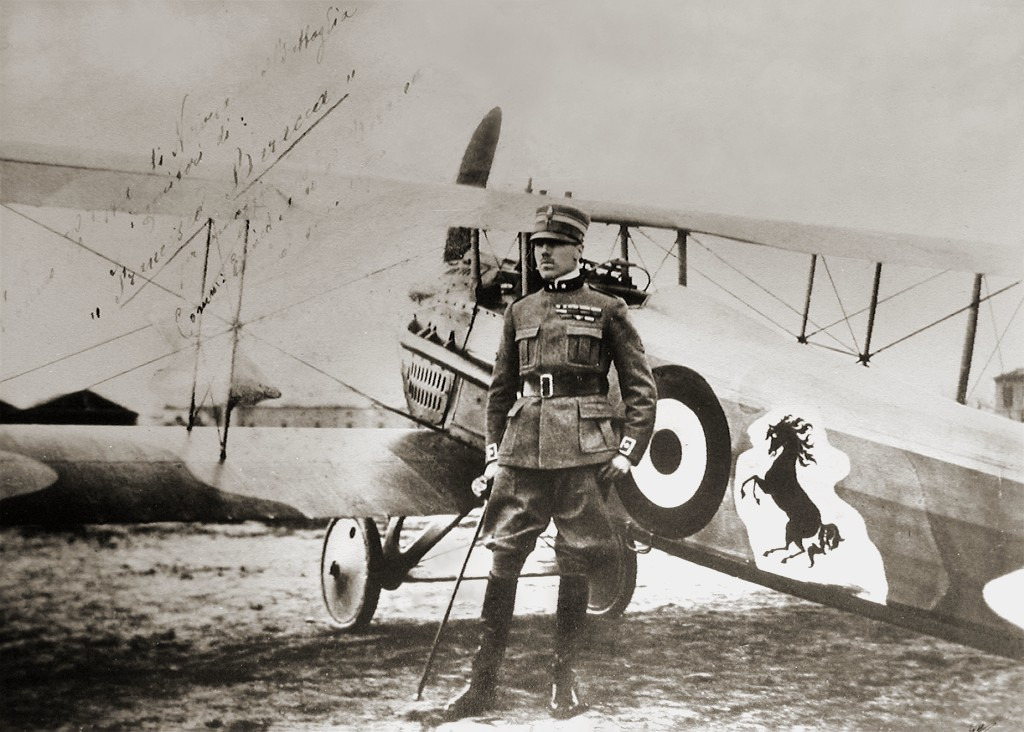
Baracca e il "Cavallino Rampante"

“Fu essa a dirmi un giorno” - scrisse poi il costruttore di Maranello - “Ferrari, metta sulle sue macchine il cavallino rampante del mio figliolo. Le porterà fortuna” (…) “Conservo ancora la fotografia di Baracca, con la dedica dei genitori con cui mi affidano l'emblema” - conclude Ferrari - “Il cavallino era ed è rimasto nero; io aggiunsi il fondo giallo canarino che è il colore di Modena”.
Da segnalare che quando il Re concesse al padre Enrico il citato titolo comitale, si volle che lo stemma araldico riportasse anch'esso un puledro allegro nero in campo argenteo e sormontato da banda orizzontale blu con tre stelle a sei punte.
Anche la Ducati usò il "cavallino rampante": per un breve periodo infatti, le moto da corsa di Borgo Panigale e una versione stradale di 98 cc. (denominata "Cavallino" in Europa e "Bronco" negli Stati Uniti) hanno avuto sulle fiancate un cavallino identico a quello della Ferrari identificandole appunto come le "Ferrari a due ruote". In effetti, nel 1956, l'ingegner Taglioni chiese ed ottenne di poter dipingere sulle moto il famoso cavallino, perché era nato anch'egli a Lugo di Romagna, come il maggiore Francesco Baracca.
Il Cavallino di Piemonte è simpaticamente soprannominato (da quasi due secoli) come "il paffutello" a motivo della posizione rampante che ne "esalta" l'addome.

### Fiamme e fregio

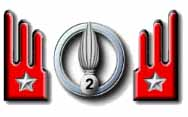
Fiamme e fregio attuali di Piemonte Cavalleria

Sul bavero dell'uniforme, come per tutte le unità di Cavalleria, sono fissate le "fiamme a tre punte", mostreggiature riportanti i colori reggimentali (rosso, con bordo nero, per il Reggimento "Piemonte Cavalleria"). Alla base interna delle fiamme si trovano le stellette argentate a 5 punte, distintive delle Forze Armate italiane.
Prima delle fiamme, il Reggimento ebbe per le uniformi, dalla fondazione, baveri (o colletto) e paramani rossi, mantenendoli in tal guisa almeno fino alla metà degli anni 1940.

Bavero Rosso di Piemonte Reale Cavalleria

Il Reggimento indossa sul berretto il fregio comune ai reparti dei Dragoni e dei Cavalieri: esso è composto da una "granata con fiamma dritta" con il numero distintivo del reggimento inscritto al centro della granata stessa.

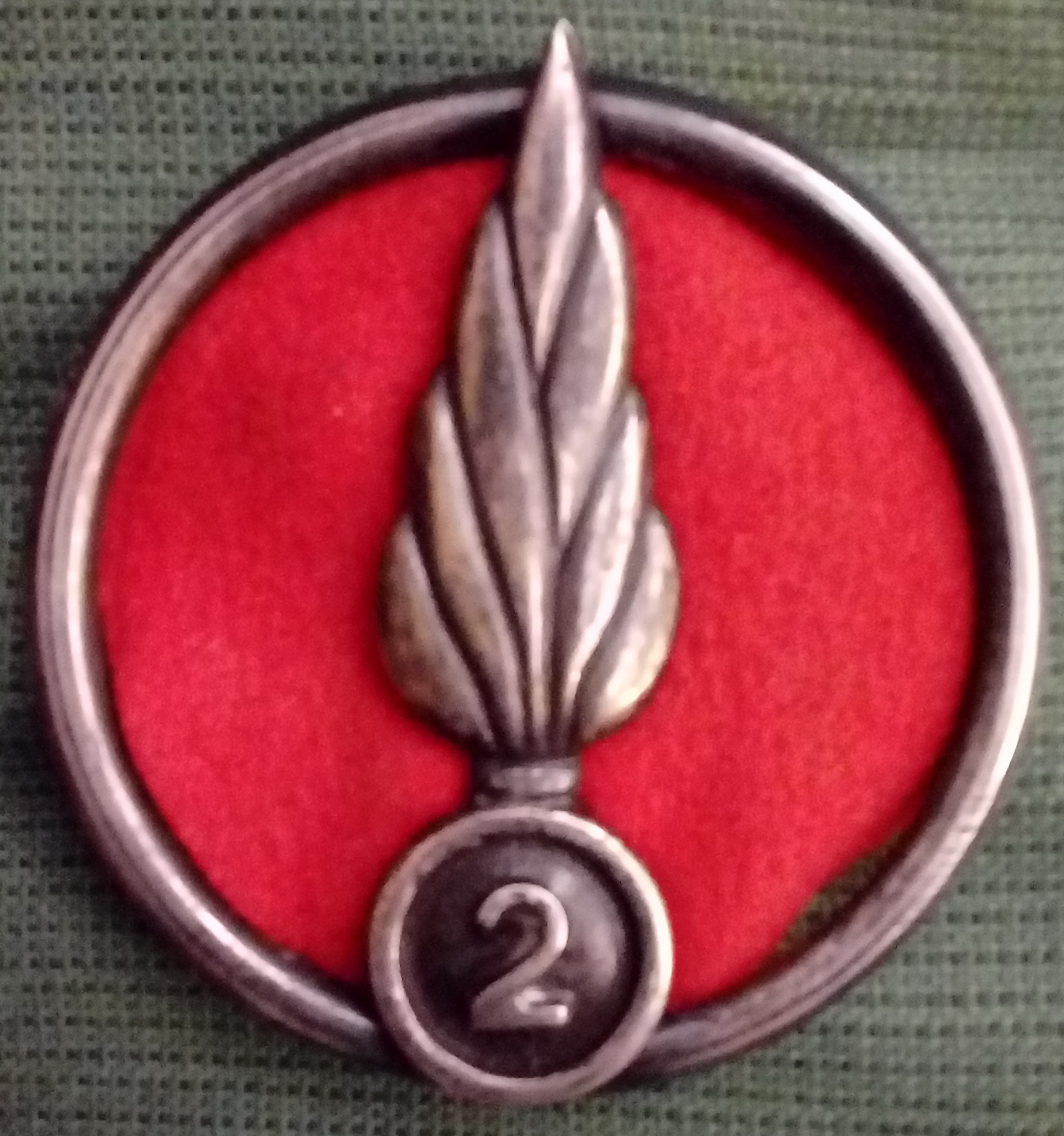
Granata esplodente a fiamma dritta per Cavalieri (fregio da basco per comandante di "Piemonte")

Il fregio è in metallo argentato poggiante su un cerchio dello stesso materiale quando fissato al basco, è ricamato e dorato per il berretto rigido; in filo nero per altri tipi di copricapo.

### Le marce reggimentali
Piemonte Cavalleria dispone di ben tre marce precipue.
La più nota è una "Slow March" di respiro europeo, La "Marcia del Principe Eugenio" introdotta in Italia proprio da "Piemonte Reale" e poi estesa a tutta la Cavalleria e all'Artiglieria a cavallo come marcia d'ordinanza delle armi a cavallo. Essa è opera del compositore Andreas Leonhardt che si basò su un canto popolare (Prinz Eugen, der edle Ritter) dedicato al condottiere sabaudo dopo la vittoria sui Turchi a Belgrado nel 1717.
Come si ricorderà Piemonte Reale era legato alla figura di Eugenio di Savoia dai tempi della cobelligeranza austro-piemontese e in particolare dai fatti d'arme dell'Assedio di Torino del maggio 1706 durante la guerra per la successione al trono di Spagna.
La seconda è la marcia d'ordinanza reggimentale o "Marcia Speciale del Reggimento Piemonte Reale Cavalleria" di cui si conosce solo l'anno d'istituzione, il 1838.

La terza è la marcia intitolata semplicemente "Piemonte Reale". "Nel 1914, in un periodo pregno di musiche che anticipavano il primo conflitto mondiale e ripercorrevano i principali passaggi della nostra storia di nazione finalmente unita, il compositore e maestro di banda Stefano Rossi volle dedicare una marcia al Reggimento, quale immagine di epiche lotte, la intitolò Piemonte Reale e si ispirò per il ritmo e i tempi della composizione "ai cavalli più che ai cavalieri". Rossi presentò la sua composizione al Concorso Internazionale della Casa Editrice Tito Belati e la sua creatività gli valse un premio e l'immediata pubblicazione in uno degli ultimi fascicoli editi prima dell'interruzione delle attività editoriali per il conflitto.

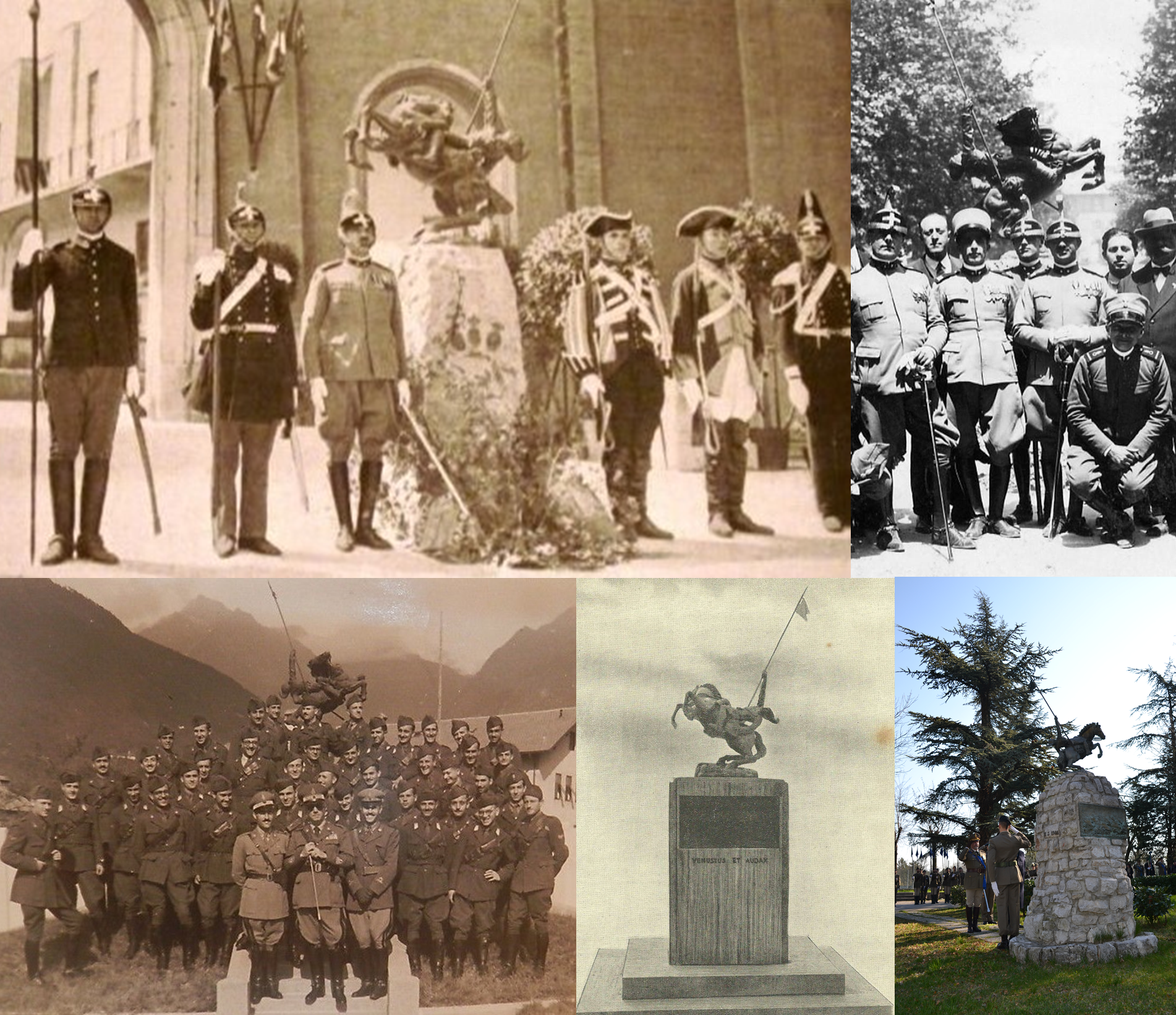
Piemonte Cavalleria. Monumento ai caduti, detto del Cavaliere Morente. Le due immagini in alto si riferiscono alla caserma del Macao in Roma, le tre in basso, rispettivamente, alle guarnigioni di Merano, Firenze e Opicina di Trieste

## Personaggi illustri legati al Reggimento
- Vittorio Amedeo II di Savoia. Fondatore.
- Marchese Filippo Giacinto Gontery di Cavaglià. Primo Comandante.
- Carlo Amedeo Salmatoris di Roussillon. Ufficiale del reggimento di cavalleria Piemonte Reale, divenne il 25 marzo 1735 uno dei quattro maggiordomi della Casa di Carlo Emanuele III.
- Giovanni Battista Scapaccino. Volontario nel Reggimento “Piemonte Reale Cavalleria”, e ivi caporale nel 1829. Nel 1830 entrò nei Carabinieri Reali e fu destinato alla Stazione di Les Echelles, in Savoia. La notte del 3 febbraio 1834 il Carabiniere, accerchiato da rivoltosi, fu ucciso perché si era rifiutato di abiurare il suo Re. La medaglia d'oro al valor militare che gli fu conferita alla memoria da Carlo Alberto fu la prima ad essere assegnata a un militare dell'esercito sardo-piemontese.

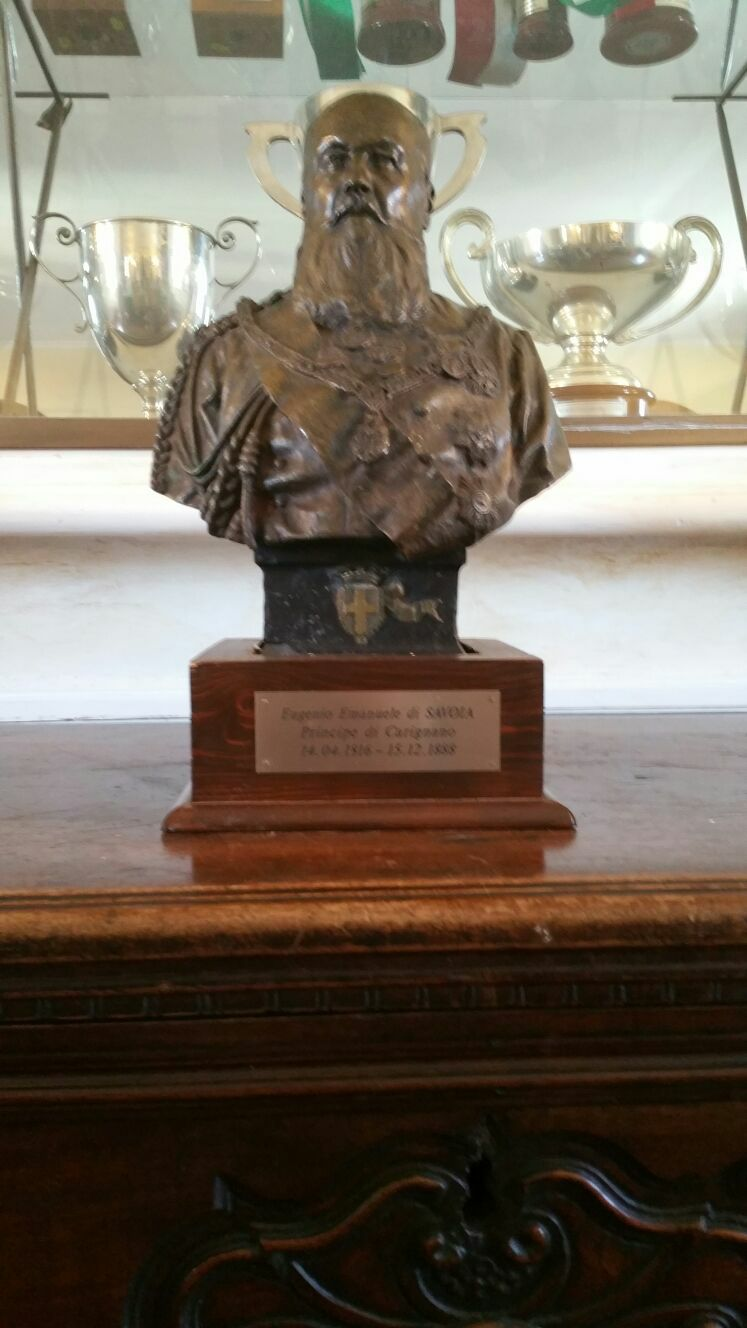
Eugenio Emanuele di Savoia Carignano già comandante onorario di Piemonte Reale. Busto conservato presso il Circolo dei "Verdi Lancieri", Roma

- Eugenio di Savoia-Villafranca e Carignano. (Nome completo: Eugenio Emanuele Giuseppe Maria Paolo Francesco Antonio di Savoia-Villafranca-Soissons, III conte di Villafranca e principe di Carignano) comandante onorario, ufficiale di Cavalleria e ufficiale di Marina.
- Felice Brunetta d'Usseaux. Tenente in Piemonte Reale soprannominato "Sciancafer" (Spaccaferro / Brise-Fer).
- Massimo Taparelli marchese d'Azeglio. Dapprima sottotenente in Piemonte Reale come da lui stesso raccontato nelle sue memorie, poi, in età avanzata, comandante onorario del Reggimento.
- Rodolfo Gabrielli di Montevecchio. Colonnello Comandante alla Sforzesca, eroe di Crimea.Rodolfo Gabrielli di Montevecchio - Qui effigiato da Generale di Brigata

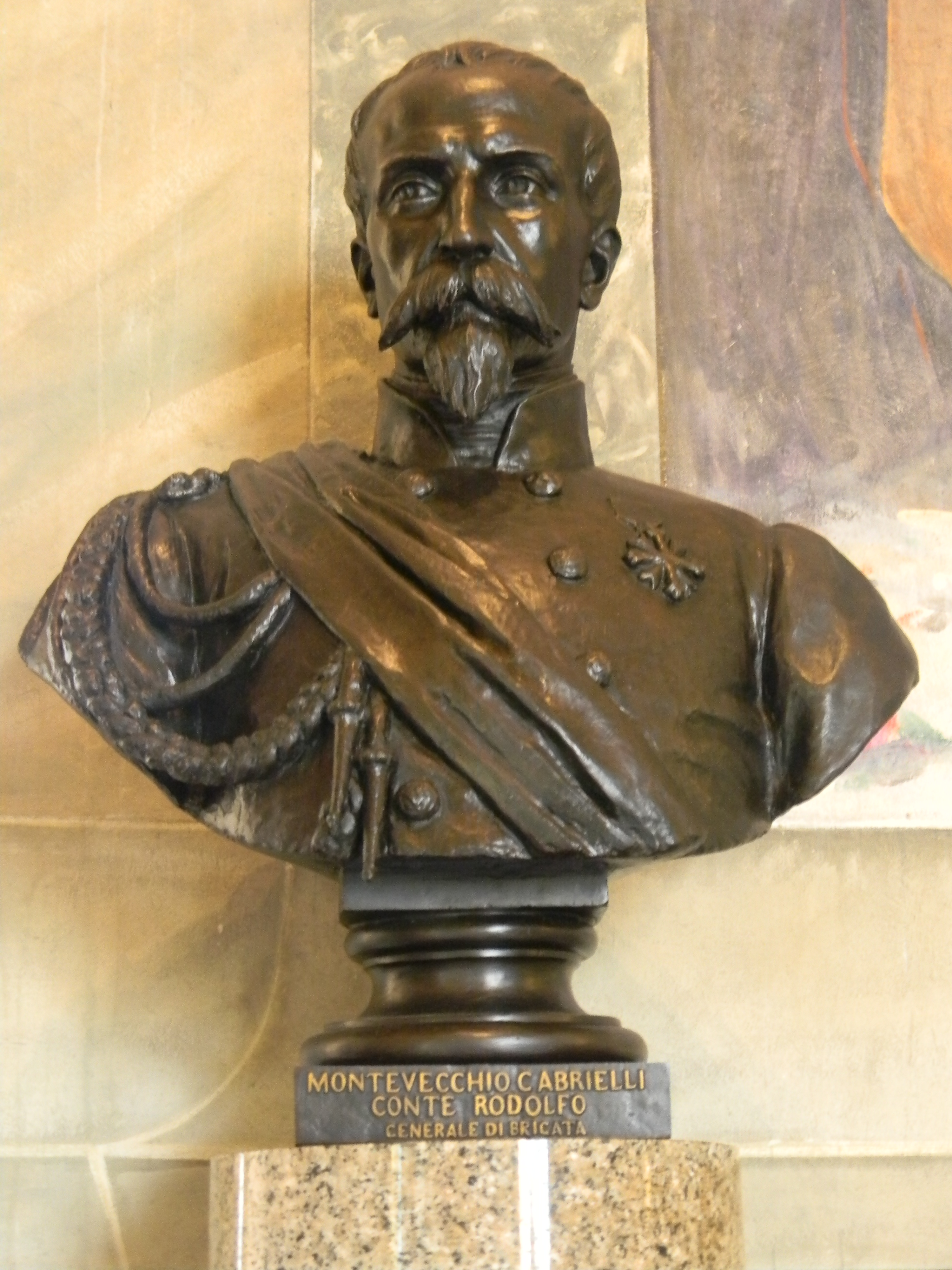
Rodolfo Gabrielli di Montevecchio - Qui effigiato da Generale di Brigata

- Brigadiere Mathieux poi Maresciallo per meriti di Guerra, per aver salvata la vita al tenente Galli della Loggia, alla Sforzesca.Il Brigadiere Mathieux alla Sforzesca

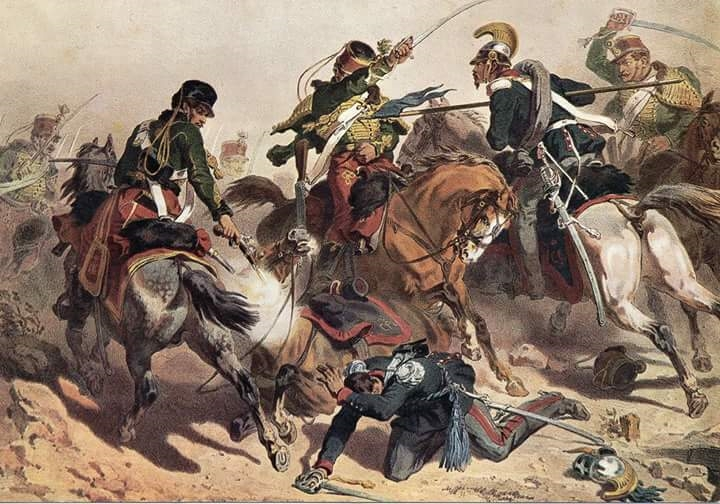
Il Brigadiere Mathieux alla Sforzesca

- Giuseppe Landriani. Tenente in Piemonte Reale, partecipò alla carica di Balaklava e morì in seguito alle ferite ivi riportate.
- Giuseppe Govone. Ufficiale del Corpo di Stato Maggiore partecipò alla carica di Balaklava, Generale e Ministro della Guerra del Regno d'Italia.

- Marchese Gustavo Del Carretto di Millesimo e Moncrivello. Ufficiale del Piemonte Reale Cavalleria, partecipò alla campagna del 1848-1849. Fu insigne storico militare della campagna napoleonica in Piemonte del 1796.
- Marchese Filippo Luigi Del Carretto di Millesimo e Moncrivello. Ufficiale del Piemonte Reale Cavalleria e del Corpo di Stato Maggiore, partecipò alla campagna del 1848-1849 prima come capitano di Nizza Cavalleria e poi come ufficiale di S.M. nella Divisione di Alessandria.
- Marchese Carlo Alberto Del Carretto di Millesimo e Moncrivello. Ufficiale aggiunto al Piemonte Reale Cavalleria, partecipò alla campagna del 1848-1849.
- Guido Visconti di Modrone. Volontario per l'indipendenza italiana, poi Senatore del Regno d'Italia.
- Camillo Ricchiardi. Tenente in Piemonte Reale, esploratore, avventuriero e giornalista.
- Manfredi Lanza Branciforte. Tenente del Reggimento "Piemonte Reale", ferito una prima volta nel 1915, meritando la medaglia d'argento al valor militare, fu nominato addetto militare al Comitato interalleato permanente di Versailles; quando volle tornare al fronte, morì in azione.
- Pierino Negrotto Cambiaso. Capitano in Piemonte Reale, Deputato e poi Senatore del Regno d'Italia.
- Vittorio Emanuele di Savoia-Aosta. Tenente in "Piemonte Reale Cavalleria", conte di Torino, il 15 agosto 1897 a Vaucresson, presso Versailles, si batté a duello con il principe Henry d'Orléans, che, in un articolo sul "Le Figaro", aveva denigrato il valore dei soldati italiani alla battaglia di Adua. Il conte di Torino ferì all'addome l'avversario e vinse il duello. Al suo ritorno in patria venne ricevuto con grandissimi onori dallo zio Umberto I. Fu poi Colonnello Comandante dei Lancieri di Novara.
- Francesco Baracca. Ufficiale di Piemonte, Asso degli Assi della Prima guerra mondiale, eroe pluridecorato.
- Gabriele D'Annunzio. Tenente colonnello dei Lancieri di Novara, poeta, tragediografo, eroe della Prima guerra mondiale e guida degli "Uscocchi", anche di Piemonte Cavalleria, nell'avventura di Fiume.
- Fulco Ruffo di Calabria. Ufficiale dei Cavalleggeri di Foggia, asso, amico di Baracca e in seguito effettivo in Piemonte Reale e benefattore del Reggimento. Fulco Ruffo e Baracca

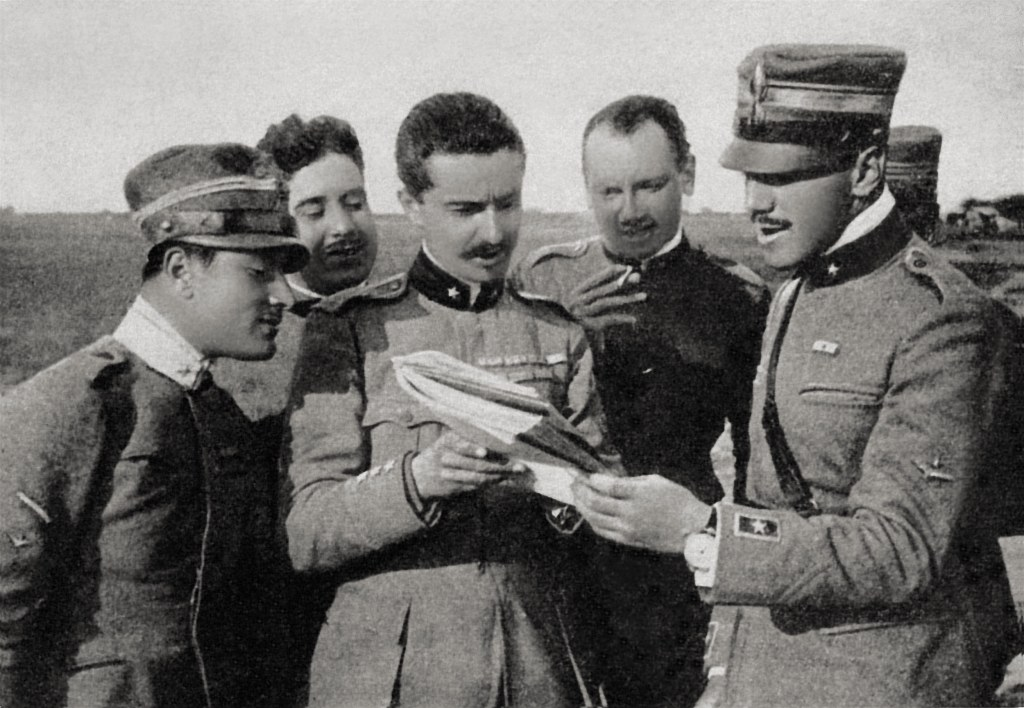
Fulco Ruffo e Baracca

- Giulio Palma di Cesnola. Ufficiale di Piemonte, definito “il valoroso alato” dall'amico D'Annunzio, nella Grande Guerra fu pilota da bombardamento, appartenendo alla Squadriglia "Serenissima", e decorato di medaglia d'argento. Entrerà poi nella Regia Aeronautica che abbandonerà per disaccordi con Italo Balbo. Rientrerà in servizio nell'Aeronautica Militare da Generale di Brigata Aerea, dopo la Seconda guerra mondiale, con incarichi riorganizzativi.
- Francesco Rossi. Colonnello Comandante nella I G.M., eroe e MOVM a Cessalto.
- Mario Marazzani. Comandante di Piemonte Cavalleria, Generale e nel 1947 primo aiutante di campo del primo Presidente della Repubblica.
- Romeo Adriano Gallenga Stuart. Deputato e Senatore del Regno, costituisce con Luigi Federzoni, Luigi Medici del Vascello e Piero Foscari, il primo gruppo nazionalista alla Camera. Vivace sostenitore della campagna libica e poi dell'intervento nella "Grande Guerra", parte volontario e combatte come tenente in "Piemonte Reale" fino al novembre 1917, quando Vittorio Emanuele Orlando lo chiama al Governo per dirigere il nuovo Sottosegretariato per la propaganda e la stampa all'estero.
- Tito Agosti. Comandante di uno Squadrone di "Piemonte" nella Prima guerra mondiale otteneva una medaglia d'argento al valor militare a Torre di Zuino - Cervignano nell'ultimo giorno di guerra , 4 novembre 1918.
- Federico Caprilli. Ufficiale di Piemonte Reale e poi di Genova Cavalleria, ideatore del "Sistema Naturale di Equitazione", amico fraterno di Emanuele Cacherano di Bricherasio conosciuto in Piemonte, quando di stanza a Saluzzo 1888-1889.
- Emanuele Cacherano di Bricherasio. Ufficiale di Piemonte e cofondatore della FIAT, fraterno amico di Caprilli.
- Luigi Manusardi. Capitano in Piemonte Reale nel 1926, maggiore comandante il V Gruppo Squadroni di Cavalleria Coloniale, muore alla testa dei suoi Ascari nel 1937 durante la Guerra d'Africa meritando la medaglia d'oro al valor militare
- Ettore Crippa. 1º Capitano. Prestò servizio in Saluzzo, in Piemonte Reale Cavalleria e nel reggimento Guide. Volontario nel 1936 con il IV Gruppo Carri Veloci "Duca degli Abruzzi", fu a capo del 10º Squadrone "Esploratori del Nilo", col quale -distaccato dal Gruppo- partecipava alla conquista di Axum trovando la morte in combattimento a Dembeguinà il 15 dicembre del 1935, mentre a cavallo guidava l'assalto dei suoi carri in terreno particolarmente impervio.
- Giuseppe Rosso. Sottotenente di complemento nel 1926 in “Piemonte Reale Cavalleria”, frequenta l'Accademia di Modena uscendone tenente in servizio permanente effettivo nel 1929 ed è in “Nizza Cavalleria”; dopo vari incarichi, capitano nel 1937, è volontario in Spagna ove prende parte alle operazioni di Tolosa, Sagunto e Madrid; rimpatriato nel 1939 parte, ancora volontario, per l'Africa Orientale assumendo sempre da capitano il comando del 1º Squadrone del XIV Gruppo Squadroni Cavalleria Coloniale dell'Amhara. Muore guadagnandosi la medaglia d'oro il 13 settembre 1941 al torrente Maghecc quando, individuati nuclei nemici, guada il corso d'acqua sotto intenso fuoco travolgendoli con due cariche, penetra nello schieramento avversario effettuando altre quattro cariche e poi, colpito al braccio e successivamente al petto poco prima di spirare continua ad incitare le sue Penne di Falco.
- Carlo Francesco Gay. 62º Comandante di Piemonte e ancor prima Paracadutista combattente nella II G.M. decorato di Medaglia d'Argento al Valor Militare quale Comandante del mitico Squadrone "F" (Folgore) nell'Operazione Herring (20-23 aprile 1945). Generale di Cavalleria.
- Carlo Costante D'Inzeo. Maresciallo, prima nei Lancieri di Firenze e successivamente in Piemonte Reale a Roma ove per primo istruisce all'equitazione i suoi figli: i "fratelli d'oro" Piero e Raimondo. Nel 1926 fu campione assoluto della categoria sottufficiali ai campionati equestri militari di Tor di Quinto.[17]
- Gabrio De Szombathely. Ufficiale di Piemonte, poi dei Cavalleggeri di Alessandria con cui partecipa alla Carica di Poloj; successivamente, smessa l'uniforme, commodoro dello Yacht Club Adriaco di Trieste e membro del Comitato d'Onore della Federazione Italiana Vela.
- Giuseppe Borghese. Tenente in Piemonte Reale Cavalleria, che abbandona congedandosi nel 1928 per i postumi di una rovinosa caduta da cavallo, successivamente volontario nella Guerra Civile spagnola, Tenente nella 4ª Bandera/2° Tercio della Legione Spagnola caduto nel 1938 a Gandesa (Spagna) e perciò decorato di medaglia d'oro al valor militare italiana e "Cruz Laureada de San Ferdinando" spagnola.
- Emanuele Ruspoli di Candriano. Sottotenente, benefattore "postumo" del Reggimento Piemonte Cavalleria. La madre creò infatti una fondazione -estinta con decreto presidenziale del 1971- in memoria del figlio scomparso la cui rendita annua conferiva un premio all'ufficiale inferiore di Piemonte Cavalleria che avesse vinto la "Coppa Ruspoli" nel corso della gara ippica del 21 marzo, data della Sforzesca. La rendita costituiva altresì due premi ai sottufficiali meritevoli e ventitré premi per militari di truppa particolarmente meritevoli.
- Enrico Cocchi (Budrio 26 marzo 1917 - Udine 22 novembre 1938). Caporale di Piemonte Reale Cavalleria, insignito della medaglia d’argento al valor civile alla Memoria il 31.12.1939 e della Medaglia d’Oro Fondazione Carnegie il 1.12.1957, per essersi distinto nell’eroica opera di salvataggio dei passeggeri del treno travolti dalle acque del Torre presso Remanzacco (UD).
- Alberto Castagna, sottotenente di complemento, giornalista e conduttore televisivo.

## Principali mezzi in dotazione
- Defender - AR 90
- Iveco VM 90
- Puma 6X6

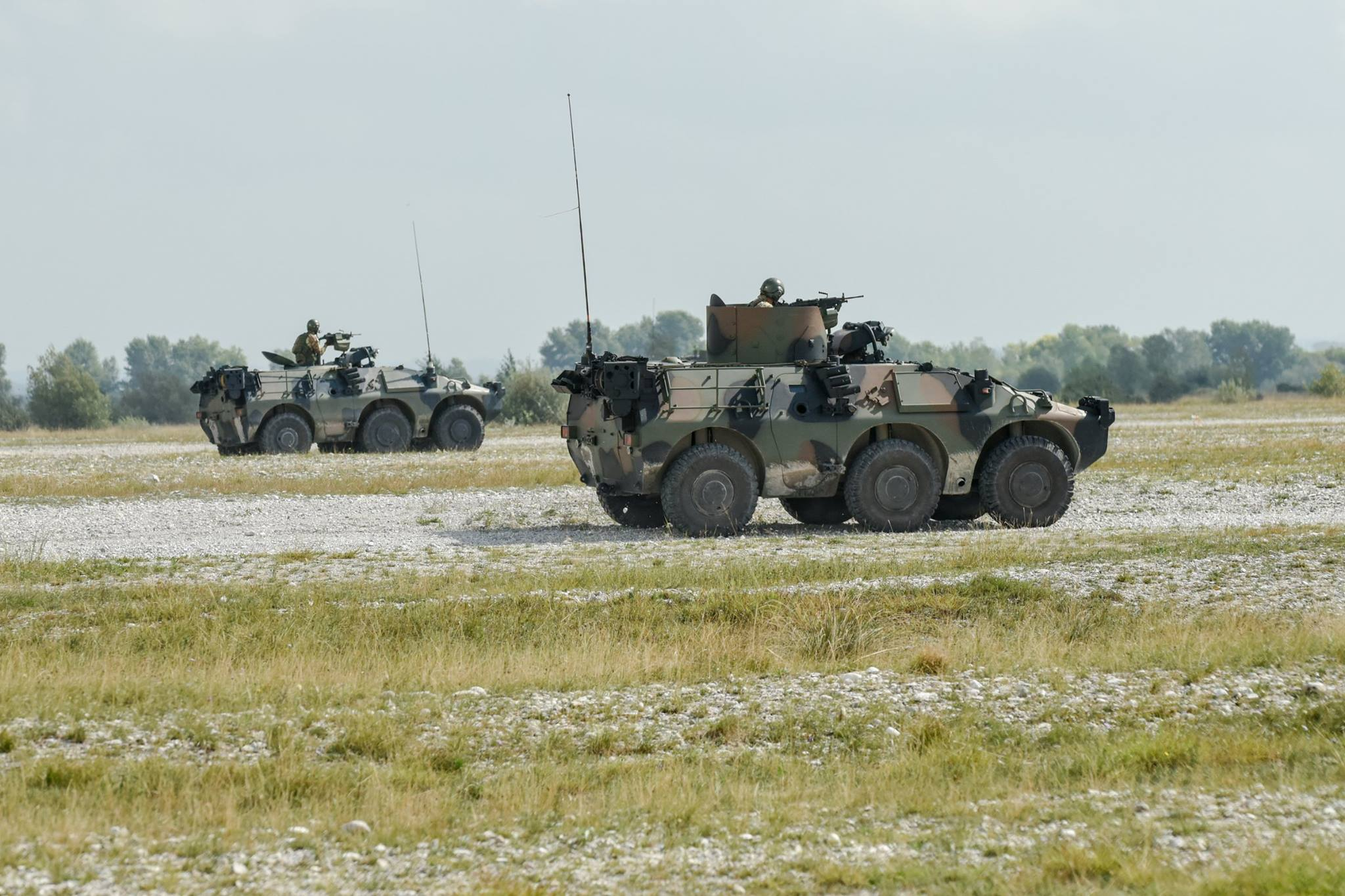
Il trasporto truppe Puma

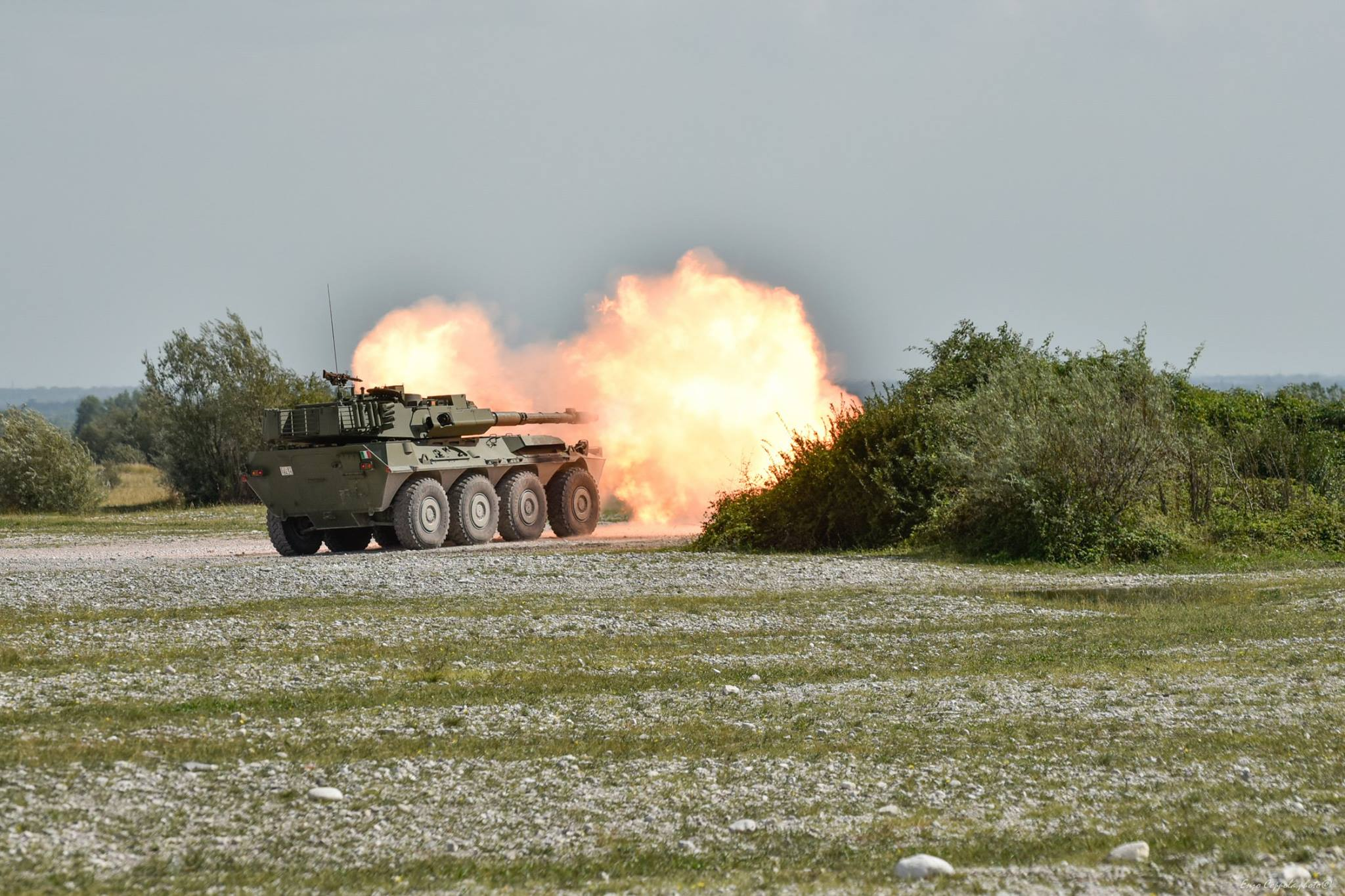
Autoblindo Centauro

- Autoblindo 8x8 Centauro (cannone cal. 105/52 mm.)

## Armamenti in dotazione
- Pistola automatica Beretta "92 FS" cal.9 mm Parabellum
- Fucile d'assalto Beretta "SC 70/90" cal. 5,56 mm NATO
- Fucile d'assalto Beretta "ARX-160 A2" cal. 5,56 mm NATO
- Arma di reparto "FN MINIMI" cal. 5,56 mm NATO
- Arma di reparto "MG 42/59" cal. 7,62 mm NATO
- Arma di reparto "Browning" cal. 12,7 mm NATO